# 蜘蛛ですが、なにか?
『蜘蛛ですが、なにか？』（くもですが なにか）は、馬場翁によるなろう系ライトノベル。
『小説家になろう』にて連載されたオンライン小説を元にカドカワBOOKS（KADOKAWA）より書籍化され、2015年12月から2022年1月まで刊行された。略称は「蜘蛛ですが」。イラストは輝竜司が担当している。
『このライトノベルがすごい!』単行本・ノベルズ部門では2017年版で2位、2018年版で3位、2019年版で10位、2020年版で9位を獲得。2021年10月時点で電子版を含めたシリーズ累計部数は430万部を突破している。
メディアミックスとして、2015年12月より『ヤングエースUP』にてかかし朝浩の作画でコミカライズが連載開始。「ピッコマAWARD 2022」ではコミカライズ『蜘蛛ですが、なにか?』がIGNIS賞を受賞した。2016年2月3日よりテレビCM、公式PVとラジオドラマが公開された。2021年にはテレビアニメ版が放送された。

## あらすじ
スキルやステータスといった「システム」に支配された異世界……。勇者と魔王が放った魔法は、彼ら自身を消滅させてなお次元の壁をも突き抜け、日本のとある高校の教室で炸裂してしまう。
そこにいた生徒と教師は全員死亡。彼らの魂は「異世界」へと逆流し、そこで前世の記憶を持ったまま転生することになる。

### 「私」視点3巻までのあらすじ
蜘蛛の魔物に転生してしまった「私」は、世界最大の迷宮『エルロー大迷宮』で目覚める。当初は何もわからないまま、がむしゃらに外敵を倒しては食料を得るだけの生活に順応していく。
大迷宮内部での数々の強敵たちとの戦いを経て、レベルアップしていく過程で、世界の鍵を握る「支配者スキル」とスキル「禁忌」を手に入れたことをきっかけに、世界の裏側に潜む管理者「邪神 D」の介入を受け、その存在に気付く。
そして、因縁の相手である地龍アラバとの一対一の戦いを制した「私」は、巣を焼き払っていた帝国の魔法使いロナントらを撃退して迷宮から脱出し、外界へと乗り出していく。

### シュン視点2巻までのあらすじ
アナレイト王国第四王子 シュレイン (山田俊輔)は、転生から6年後の「鑑定の儀」で、転生前の親友であるアナバルド公爵家令嬢 カルナティア（大島叶多）や、献上された卵から孵った地竜フェイルーン（漆原美麗）との再会を果たす。
鍛錬や学びに集中する彼らの前に、王国の親善大使として赴任してきたエルフの族長ポティマスが現れる。そこでポティマスは彼の娘という触れ込みで、前世のクラス担任教師フィリメス（岡崎香奈美）のことを転生者たちに紹介した。
鑑定の儀から4年後、各国の子女が集う学園に揃って進むことになったシュンたちは、大国レングザンド帝国の王太子ユーゴー（夏目健吾）と、次期聖女候補ユーリーン（長谷部結花）のふたりと再会する。
増長した言動をとり続けるユーゴ―は、「シュンの才能」に嫉妬して謀殺を試みるものの、フィリメスにそれを阻止され、彼女の「支配者権限」によってほとんどの力を奪われる。そこにユーゴ―の手の者が用意した、フェイの母親である上位地竜が姿を現すが、一同の奮闘によって地竜は討伐される。
世界情勢が急転する中、人族と敵対する「魔王」が開戦宣言したことで、勇者の称号を持つシュンの兄・ユリウスたちも戦地に赴く。しばらくして、15歳になったシュンは、称号「勇者」を取得するが、それは「ユリウスの死」を意味していた。

### 「私」視点6巻までのあらすじ
巨大な親蜘蛛・マザーが、自身に精神支配を行ってきたことに気づいた「私」は、魂への直接攻撃という奇策によって圧倒的な力の差を覆そうとする。それにより、蜘蛛の魔物すべての祖である魔王アリエルと敵対することになり、「私」はスキルや仕込みを駆使して生き延びながら、アリエルの戦力を削っていきマザーを打ち倒す。
転生者のひとりで吸血鬼の赤ん坊・ソフィア（根岸彰子）の窮地を救った「私」は、かねてから行っていた善行もあって「神獣」として現地民から崇め奉られることになる。だが、サリエーラ国は敵対国やエルフによる謀略戦の最中であり、戦争の引き金を引いてしまった「私」は、予想外のアリエルの乱入を受けて最大の危機を迎える。
辛うじて生還した「私」は、目標にしていた半人半蜘蛛の魔物アラクネへと進化するが、直後ソフィアの危機を知って駆け付ける。暗殺者のエルフの族長ポティマスは「機械の身体」を持っており、スキルを無効化するポティマスに苦戦する「私」だったが、敵対からアリエルにその場を救われる。
同盟を結んだアリエルは「私」を連れ、魔族領へと帰還する旅をはじめる。そんな中、管理者ギュリエディストディエスから、「私」の並列意思が大量の蜘蛛の群れを引き連れて街を襲っているという急報が届く。討伐を引き受けた「私」は、暴走する並列意思の分身たちを斬って捨て事態を解決に導くのだった。

### シュン視点5巻までのあらすじ
勇者の称号を得てから1か月後、ユリウスの仲間たちの中で唯一生き残ったハイリンス・クォートと再会したシュンは、ユリウスを殺めたのは存在のすべてが謎に包まれた「白い少女」であるという。その後、父王シリウスが眼前で洗脳されたスーの手で暗殺された。
逆恨みから負の感情を高めていたユーゴ―は支配者スキル「色欲」を手にし、謎の少女ソフィアを連れ添って現れ、カティアをはじめとするシュンの身近な存在を洗脳する。カティアは葛藤の果てに自害するが、シュンの手によって蘇生され我に返る。「クーデターの首魁」という濡れ衣を着せられた一行は、お尋ね者になってしまう。
人質救出のため王城に向かうシュンたちだったが、兄ユリウスの師でもあった帝国の魔法使いロナントだった。ロナントの圧倒的な実力によって接敵前に撃ち落とされかねなかったシュンだが、彼に撤退の判断を下させる。自害させられた人質四名を死者蘇生によって彼らを救ったシュンは、人質たちと合流し、一行は「ユーゴーを討つこと」を目的とし、彼が侵攻の対象に定めた「エルフの里」へ先回りして迎撃する方針を定める。
エルロー大迷宮を攻略に向かうシュンたち一行は、迷宮案内人バスガスの助けもあり迷宮から脱出し、別大陸の大国サリエーラ国へとたどり着く。隠された転移陣を使って一足先にエルフの里に到着した一行を出迎えたのは、政変の際にソフィアに殺されたはずの族長ポティマスだった。そして、エルフの里でシュンたちは前世のクラスメート13人と再会し、旧交を温め合うことになる。
管理者側についていた転生者サジンによる転移陣の破壊、そして結界の消滅を合図に「エルフの里攻防戦」が幕を開けた。ユーゴ―、ユーリ、ソフィアと3人の転生者を相手取ることとなり、窮地に陥ったフィリメスだったが、間一髪でシュンらが駆け付けたことで救われる。ユーゴーはシュンに敗北し地に伏せる。シュンらはソフィアへの攻撃を開始するが、圧倒的な実力差による絶望的な状況でなおも諦めないシュンの前に、シュンとカティアの前世の親友であった魔族軍団長・ラース(笹島京也)が現れる。
ラースはシュンらを説得しようと試みるも、シュンの攻撃をいなしてカウンターを仕掛けたラースの攻撃によりアナは死亡し、シュンはアナに対して「慈悲」で復活させたことで「禁忌」をカンストさせてしまう。その隙をついてユーゴーがソフィアへと襲い掛かるが、魔族軍軍団長の「白」が転移して来たことで中断される。その人物こそ、シュンの兄ユリウスを一瞬で葬った加害者であり、「生徒名簿」にてフィリメスが死亡を確認していたクラスメイト・若葉姫色の顔をしていた。

### 「私」視点9巻までのあらすじ
並列意思の暴走から1年後、一行は鍛錬を重ねながら魔族領への旅程を進めていく。風龍たちの支配する荒野に通りかかった一行は、旧文明の決戦兵器「Gフリート」を偶然から起動させてしまう。「Gメテオ」や「GMA爆弾」といった兵器で世界に脅威が迫る中、アリエルはダスティンやギュリエディストディエスに協力を呼びかける。なんとか内部でGフリートの無力化に成功し、裏切りを行ったポティマスを無力化し、共闘を経てアリエルとの間に「私」は確かな絆を築く。
しかし、起動しようとするGMA爆弾をとっさに取り込んだことで、「私」は爆弾が内包する莫大なエネルギーを自分のものにしてしまう。これによって「私」は休眠期間を経て神へと至る進化「神化」を果たし、姿も完全な人型へと変化を遂げた。この際に、管理者「邪神D」から正式に「白織」という真名を命名される。しかし、システムに依存しない存在になると同時にその恩恵も受けられなくなった白織は、持ち前の虚弱体質を抱え、一行の庇護を受けながら魔族領への旅を再開する羽目になった。
2年以上が経過し、一行は人族国家屈指の強国レングザンド帝国領内の「魔の山脈」の麓にまで辿り着く。そこにA級冒険者ゴトーを含む冒険者たちが、特異な進化を遂げたオーガに返り討ちに遭ったという報が飛び込んでくる。それは、転生後に手にしたささやかな幸福をすべて奪われ、「憤怒」に任せて行き場のない殺戮を周囲に振りまく転生者ラース（笹島京也）だった。
遡ると、迷宮内での「私」の報復で立場を失った召喚者ブイリムスは、ラースに殺され命を落としていた。時同じくして、頻発するようになった児童誘拐事件の捜査に帝国軍の精鋭が動き出す。また、迷宮で「私」と鉢合わせ命からがら逃げ切った仲間であるブイリムスの訃報によって、人類最強の魔法使いロナントも特異オーガの討伐に乗り出そうとしていた。
そういった個人や組織の事情や特異オーガの危険性は知ってか知らずか、ソフィアがエルフによってあわや拉致されるという危機に陥る。一行の保護者役であるアリエルが薄々裏事情を察しながら沈黙を保ち、各陣営がラースを巡って暗闘を繰り広げる中、一同は山越えを敢行する。　しかし、登山の最中に白織たち一行は、「鬼人」へと進化したラースと交戦する羽目になり、氷河の崩落にひとり巻き込まれて戦線からラースが脱落した形となり、勝負はからくも水入りとなった。
晴れて魔族領に到着した一行が目の当たりにしたのは、人族と極めて似通った街並みと人々、そして魔族の重鎮である辺境伯アーグナー・ライセップの出迎えだった。長く続いた戦乱によって減った人口が回復せず、疲弊が激しい魔族という種自体の未来を案じエルフとのホットラインも有するアーグナーと、目的のためにあえて憎まれ役を演じて反抗分子をあぶりだそうとするアリエルの腹の探り合いがはじまる中、白織は魔王城直下の公爵邸居候の身となり、ようやく一息つくのだった。

## 登場人物
声の項は特記がない限りテレビアニメ版の声優を示す。

### 主要人物

#### 主人公サイド
「私」
声 - 悠木碧 / 上坂すみれ（ラジオドラマ版）
前世の名前 -なし/ 種族 - スモールレッサータラテクト→スモールタラテクト→スモールポイズンタラテクト→ゾア・エレ→エデ・サイネ→ザナ・ホロワ→アラクネ→神 / 主な所持スキル - 蜘蛛糸、毒牙、韋駄天、毒合成、禁忌、並列思考、腐蝕耐性、不死、産卵、死滅の邪眼、空間魔法、鎌の才能、傲慢、忍耐、叡智、怠惰、救恤、魔導の極みなど。
本作の主人公。異世界で蜘蛛の魔物に転生してしまい、生き延びるために必死の努力を重ねる。口癖は「ないわー」。公式における愛称は蜘蛛子であり、フィギュアなど関連グッズでも使用されている。
転生先の大迷宮で最底辺の種族に生まれてしまったものの、人の知識と知性、転生特典としてステータス向上系スキル「韋駄天」を持っていたことが幸いし、罠と策を駆使して生と死が紙一重の生存競争を勝ち残っていく。スキル「並列意思」で4つの意思が同居していた時期は「情報担当」の役割を担っていた。
当初は差異こそあれ蜘蛛の姿以外の何者でもなかったが、進化を繰り返した末に異世界でも屈指の種族「アラクネ」となり、上半身だけだが前世の記憶にある姿を手に入れる。
その性格は極めて楽天的で、反省はしても後には引かずに屈辱感をバネに奮起する。一方で前世の記憶によると家庭内に居場所がなく、クラスでも遠巻きにされる孤独な立場にいたらしく自己評価はかなり低い。そのため、転生後初めて手に入れることが出来た自分だけの居場所「マイホーム」と誇りをとても大事に思っており、生き残ることを最優先にしながらそれらを投げ捨てることはしない。ちなみに毒物かマズいものしか食べるものが無かった環境からスタートしたためか、食べ物や美味しいものへの執着も強い。殺した相手への敬意といざという時の備えの両面を兼ねて、食生活がある程度改善した後も残さず完食する主義を基本的には貫く。
また、本人は自覚していないが意外とお人好しかつ世話焼きで、迷宮内外での数少ない人族との遭遇でも、襲っていた魔物や盗賊を倒して危機に陥っている者を救う、無償で不特定多数に治療を施すといった善行を行った。一方、支配者スキル「傲慢」のデメリットなどによって人間を経験値としてしか見られなくなっていた時期も存在した。
当の本人は自我を侵されることを非常に嫌っており、マザーと敵対した主因は彼女の支配に気づき、それを脱するためである。当然、それ以外の第三者から精神干渉を受けた際には嫌悪感をあらわにする。その裏返しとして自分なりの矜持や覚悟をもって行動する他者には好意的で、彼女なりの敬意をもってそれに応える。
前世での記憶に由来するのか自称コミュ障であり対人経験には乏しい。心の声では多弁かつ饒舌でもいざ人を相手にすると難儀しがちで、生来の無表情と無口ぶりも相まって他者からは何を考えているのか理解されづらい。一方で酒癖が悪く、笑い上戸かつ絡み酒のため酔うと普段の思考形態がだだ洩れになり、極めて陽気な本性が露わになる。酔っ払い特有のタガが外れた奇行を時たま行いつつ、普段からの観察に基づいた的確な助言などもごく自然に行っているが、泥酔しているためかこの間のことは本人の記憶には全く残っていない。
白織（しらおり）
声 - 悠木碧
旧文明の兵器「Gフリート」の暴走を止めた後に起爆しそうになったGMA爆弾を取り込んだことで神化した「私」。名付け親はD。アリエルら親しい人物からは「白」と呼ばれる。以降、スモールレッサータラテクトからアラクネまでを「私」、管理者を「白織」と呼称する。
外見は美しいアルビノの少女。ただし眼球だけはひとつの瞳の中に五つの虹彩が収まっており左右合わせて十の虹彩という異様なものになっている。そのため人々の奇異の視線を避けるために目を閉じて過ごしていることが多い。
なお神化直後は神にとって必携と言える「魔術」を発動させる術を知らないままシステムサポートから外れたため、それまでの力は失っている。当初は「神たる莫大なエネルギーを有しながら、凡人レベルの能力」で再出発することを余儀なくされた。
その後、ふとしたきっかけを機にかつての力を取り戻しはじめる。当初再現できたのは糸の作成に留まったものの、魔族領到着後は身体強化や空間魔法などステータスや一部のスキルの再現に成功し、閉じた目の代わりに視覚自体を魔術で再現したスキルで補うなど試行錯誤を繰り返していく。ただし、本人も全貌を理解しきれていないものの、その精度や絶対量などはシステム内スキルに比べて大幅に向上している。
前後してDから持ちかけられていた誘いに乗り、空間魔術を用いて一時的に地球に転移して彼女と対面し自分自身の出生に関する真実を知る。現状を確認した白織は親友のアリエルのため、その母ともいえる恩人サリエルを救い出さんがための行動を開始することになる。

シュンの視点では人魔大戦でユリウスを殺した白い少女として認識されている。
一方で身内や知り合いなど懐に入れた者に甘い性格に変わりはなく、立場上敵対することになるシュンたちのことも同郷のよしみと恩人であるフィリメス（岡崎）の手前、基本的には保護する構えを見せる。
体担当（からだたんとう）
声 - 悠木碧
「私」が初めてスキル「並列意思」で作り出した別人格。文字通り身体操作を担当する。
マザーへのシステム外攻撃を仕掛けている途中でアリエルの精神に飛び移り侵食していたが融合して消滅した。
魔法担当1号（まほうたんとういちごう）、魔法担当2号（まほうたんとうにごう）
声 - 悠木碧
「私」がスキル「並列意思」で作り出した別人格。魔法構築を担当。マザーの魂を侵食した影響で極端な言動が見られるようになる。
その後「産卵」で生みだした分体の管理を担当していた。主人格である「私」こと情報担当の意志に反して人間、エルフ、魔族を皆殺しにすべく行動に出るが鎮圧され、「私」に戻された。
その後は白織への神化にともないシステムからのサポートを受けられなくなったため消滅したとみられる。

アリエル（Ariel）
声 - 上坂すみれ
種族 - オリジンタラテクト / 主な所持スキル - 暴食、神龍結界、深淵魔法、謙譲など
「最古の神獣」とも呼ばれる当代の「魔王」。外見は10代前半ほどの美少女だが、その本質は蜘蛛であり、現存する蜘蛛の魔物を遡るとすべて彼女に行き当たる。
つまり主人公にとっても始祖にあたる存在であり、本人は冗談めかして「おばあちゃんよ」とうそぶくような間柄。最も有力な配下であり、分身と言えるクイーンタラテクトの一体が主人公の（“並列意思”による魂レベルの）攻撃によって危機に陥っていることを分身からの要請によって知り、それを食い止めるために主人公と敵対する。その戦いの過程の中で主人公のスキルによって生まれた“並列意思の一人（元・体担当）”と融合して若干の変質を起こした。
本来の性格は臆病なものだったらしく、エルフの不穏な動きや世界の危機に対しても及び腰だった。主人公のお気楽な気性と転生者由来の知識が流入したことによって、フレンドリーを気取りながらもどこか抜けている残念な性格へと変化を遂げた。一方、年長者らしい振る舞いと硬軟織り交ぜた心配りをソフィアたちに対して時折見せるほか、長命の者らしい貫禄も健在。また必要になればいくらでも冷酷になれ、配下に対しては堂に入った脅しも行う。
主人公との間で数度の会敵を繰り返して毎回瞬殺するが、手管を変えて蘇生する度に強くなっていく彼女に恐怖を覚え、戦力の穴埋めを兼ねて同盟を提案し、成立させる。はじめは打算に基づく懐柔のはずだったが、旅を続け共に死線をくぐる中でいつしか純粋な友情に変化し、そのことから無防備な状態に陥った主人公に対して無償の献身を見せたこともあった。
同盟以後は覚悟を決めて就任したはいいが、主人公のせいで停滞していた魔王としての活動を活発化させた。長期に渡る準備期間を経た後に人族と魔族の間の全面戦争“人魔大戦”を引き起こし、直後自ら兵を率いてエルフの里侵攻を開始する。
外見上侮られることも多いが実際のレベルは3桁に達しており、ステータスもすべての項目が9万の大台に乗るほか、ほぼ隙のない耐性を備えた怪物。システムの影響下にあるもので彼女を倒せる者は、勇者を除いて事実上存在しない。
女神サリエルに多大な恩義を感じており、心の底から敬愛している。そのため、女神の献身によって成立する世界で安穏と暮らしている人間に対して表に出ることこそないが憎悪を抱いており、その感情は眷属にも伝播している。また「世界の害悪」としてエルフ、特にエルフの長ポティマスを敵視しており、エルフを根絶やしにすることを悲願としている。

アエル（Ael）
種族 - パペットタラテクト
アリエル直属の部下「パペットタラテクト・シスターズ」のリーダー格。何事もそつなくこなし、率先として動く行動派。姉妹のストッパーとなっている一方、まとまりのない妹たちの遊び相手を他者に誘導してのけるしたたか者でもある。魔族領到着後はアリエルと離れず、その補佐にあたっている。
サエル（Sael）
種族 - パペットタラテクト
アリエル直属の部下「パペットタラテクト・シスターズ」の一人。あまり意思表示をしない気弱な性格をしており、戦闘においても自信の無さからワンテンポ遅れることも多い。主体性の無さから指示がなければ動けないが、実力自体は他の姉妹と比べても遜色ない。主人公やソフィアの護衛にあたることが多いが、その時は部屋の片隅で膝を抱えてじっとしている。
リエル（Riel）
種族 - パペットタラテクト
アリエル直属の部下「パペットタラテクト・シスターズ」の一人。全く行動が読めない性格で、何をしでかすかわからない。よく意図を掴ませない微笑みを浮かべている。似た傾向のフィエルと共に主人公の側につけられていることが多いが、時折何もない虚空を見つめていることも。
フィエル（Fiel）
種族 - パペットタラテクト
アリエル直属の部下「パペットタラテクト・シスターズ」の一人。落ち着きがない子どもそのもので、イタズラ好きな性格のお調子者。有り余る元気に従って主人公を振り回すことも多い。アエルを除くほか二人同様に力加減の利く性質ではないため、主人公からもよくたしなめられる。

ソフィア・ケレン（Sophia Keren）
声 - 竹達彩奈
前世の名前 - 根岸 彰子（ねぎし しょうこ） / 種族 - 人族、吸血鬼
主な所持スキル - 上位吸血鬼、帝王、嫉妬、苦痛無効、痛覚無効、状態異常無効など
サリエーラ国、ケレン伯爵家令嬢。両親とも人族でありながら、転生特典として「吸血鬼」のスキルを得て吸血鬼に転生した少女。
前世は痩せこけた身体、青白い肌、虚ろな目、長い犬歯という不気味な外見で、陰で「リアルホラー子、略してリホ子」などと呼ばれていた。その容姿ゆえの劣等感から暗い性格になってしまい、クラスの中で孤立。容姿に恵まれたクラスメイトにひどく嫉妬していた。
転生以降は容姿端麗な両親譲りの優れた外見を、妖艶にしてはかなげな美貌の大人びた少女へと成長を遂げていった。当初は内心で前世の面影を引きずっていたものの、保護者のアリエルの諭しなどもあって吹っ切れ、真祖の吸血鬼にふさわしく気まぐれで、他者のことを余裕綽々で見下すなど、堂の入った態度に変化を遂げる。魔族領への旅の途上で暇つぶしも兼ねて行った「私」による英才教育で鍛えられたことで、全転生者の中でも三本の指に入る実力を身に着けている。
ただし根っこの分ではわりと単純でその場のノリと力押しで物事を運びたがる、直情的な気質と内面を抱えている。また、恩人や好意を示した人物に対しては素直な反面、アピールが激しいというなかなかに困った性格の持ち主でもある。
メラゾフィス（Merazophis）
声 - 津田健次郎
種族 - 人族、吸血鬼 / 主な所持スキル - 吸血鬼、忍耐など
かつてケレン伯爵夫妻の腹心であった男性。主人の伴侶であるセラス夫人への恋心を心の中に秘め、夫に悟られながらも忠誠と友情を疑われることのない誠実さと不器用なほどの真面目さを持つ。正しく堅忍と忠義を体現したような人物。
ケレン領滅亡の際夫妻から娘ソフィアを託されるが、直後にポティマスらに襲われ瀕死の重傷を負う。その際、彼を救おうとしたソフィアに吸血され、眷属としての吸血鬼と化した。その直後、主人公たちの保護を受け、行動を共にする。当初はすべてを失い吸血鬼となったことへの虚無感と人間性との葛藤によって、酒の席で激高することもあったが主人公の言葉で吹っ切れ、ソフィアに捧げる絶対的な忠誠を新たなものにした。
二度に渡って主君を守り切れなかった悔悟の裏返しもあって、ソフィアの成長に負けじ劣らずと鍛錬を重ねた。彼の愚直さは取得が非常に難しい支配者スキルの一つ「忍耐」を自力かつ無自覚の内に獲得していたことからも窺い知れる。のちに成長した主人のソフィアが彼を上回る強さを持つため、自らが守護に値する存在か苦悩しているが、主従が互いにかける信頼は本物で、普段から傲岸不遜な主も彼に対してはやわらかな労いの言葉をかける。
元々戦闘に深く携わっていたわけでないこと、および周囲との比較もあって自身の才能の乏しさを卑下することが多いなど自己評価こそ低めである。ただし、それは白織が身内に抱えている者たちや、才知あふれる鍛錬した転生者の可能性と比較してのものに過ぎない。人魔大戦の際にはそれまで積み重ねてきた鍛錬の甲斐あって、単身で要衝を陥落させることも視野に入る圧倒的な実力を身に着けている。
人柄と能力の両面を身近な立場から見てきたアリエルや白織からの信頼も厚く、メラゾフィスも両名に対して多大な恩義を抱いている。事実、両名からは人族魔族領境界線上の一集落を滅ぼす、精神的に苦渋を味わう任務を依頼されるなどしている。
同時に、自分がクニヒコとアサカの終生の仇になるということも請け負い、彼らが長じて自身の力を上回らんとすることを知りながらあえて彼らの思いを正面から受け止めることを誓った。人魔大戦ではクニヒコとアサカの両名と満を持して激突し、表面上は危なげなく圧倒した戦いを演じたものの、相手の成長によって拮抗する戦いを前に賞賛と焦燥の感情を抱きながら撤退した。なお、エルフの里でも両者は会敵の場を得ているが、こちらのメラゾフィスは分身体だったこともあり敗北している。
ラース(Wrath)
声 - 逢坂良太
前世の名前 - 笹島 京也（ささじま きょうや） / 種族 - ゴブリン→（オーガ系の魔物数種）→鬼人 / 主な所持スキル - 憤怒、幻想武器錬成、剣神、射出、斬撃無効、苦痛無効など
前世でシュンとカティアの親友だった少年。エルフの里に侵攻した魔族軍の一員として、防衛に当たった彼らと再会を果たす。
前世は温厚かつ理知的な好青年だったが、一方で強すぎる正義感を持ち、心の底には強い暴力衝動を宿していた。幸か不幸か喧嘩は強く、小中学校時代は「いじめを止めること」や「不良を返り討ちにすること」で暴力を正当化していた。しかしその結果、周囲から孤立。そんな自分に嫌気がさして、高校入学後は暴力を振るわなくなっていた。
転生後は「魔の山脈」で暮らすゴブリンの部族に生を受ける。素朴で原始的だったが質実剛健とした種族の気質と彼の生来の性分はよく馴染んでおり、家族にも恵まれ平穏に暮らしていた。しかしレングザンド帝国の召喚士ブイリムスの、「調教」のスキルに支配され、目を背けたくなるような苦難を味わう。それでも「憤怒」の支配者スキルを得て支配から脱却、ブイリムスへの復讐を果たした。
以後はその強さと成長速度を危惧したレングザンド帝国の繰り出す冒険者たちや討伐隊に追われ、戦闘と逃亡を繰り返す。その中で多くの経験値を取得したことにより、何度も進化を経て最終的に鬼人となった。転生者が魔物から進化して人型になると、前世の顔になるらしく、彼もその顔は前世と同じ。ただし小柄だった前世とは異なり、長身の筋骨逞しい身体で、｢鬼｣らしく額に二本の角が生えている。
ギュリエディストディエス（Güliedistodiez）
声 - 浪川大輔
システムの管理者の一人で、作中で舞台となる世界の神に相当する存在。火龍レンドの死を感知したことをきっかけに主人公と接触を図り、以後は彼女を庇護する「D」の干渉も挟みつつ敵対こそしないが、互いに警戒心を緩めない微妙な関係を続けていく。
誠実な人物で、主人公に対する物腰も真摯なもの。真面目な人柄もあって世界の現状に対して苦悩しているが、現状に至るまで有効な手を打つことが出来なかった。これには管理者Dの意向に背かないよう思うように動けないことも大きい。主人公は彼の抱える複雑な感情を理解しつつも、拘泥せずに自らの計画を進めることにする。
アリエルとは古くからの知己同士だが、互いに管轄する魔物を含め不干渉の立場を貫いている。一方で自分よりとある局面でアリエルに助け舟を出したこともあった。
名前が長いためか、主人公からは茶目っ気を込めて主に「ギュリギュリ」、サリエルやアリエルからは「ギュリエ」という愛称で呼ばれている。全身を真っ黒な甲冑で包み、唯一露出した顔も浅黒く黒髪を持つことから単に“黒”とも。ただし、瞳の色は紅い。
エルロー大迷宮に配置された地龍をはじめに龍の主に当たる存在でもあり、彼自身もまた「真なる龍」。魔物としてシステムの影響下にある配下とは文字通り格の違う存在であり、他の同胞が星を去った中で唯一残った「はぐれ龍」である。当時はもちろん現在も同族内としてみれば新参の若輩だったが、崩壊寸前の星を救うために消滅を受け入れようとする想い人「サリエル」の命だけでも取り留めようと一族にとっても接触自体が禁忌とされる邪神Dと交渉し、現状の「システム」に支配される世界を現出させた。

#### 協力者
ユーゴー・バン・レングザンド（Hugo Baint Renxandt）
声 - 石川界人
前世の名前 - 夏目 健吾（なつめ けんご） / 種族 - 人族 / 主な所持スキル - 帝王、色欲、強欲、呪怨魔法など
レングザント帝国の王太子。わがままで傲慢なガキ大将的性格。前世ではクラスの男子生徒のボス的存在だった。加えて転生後、境遇にも資質にも恵まれて増長した結果、数々の暴走を巻き起こす。
シュンたち転生者と同時期に学園に入学し、彼ら同様に不世出の天才として持て囃される。しかし、自分の上を行く才能を示したシュンを目障りな邪魔者と判断し、陰謀を用いて殺そうとするが、察知したフィリメスに阻止され大半の力を奪われる。
その後は憎しみから七大罪スキルの「色欲」と「強欲」を取得する。魔族の侵攻という非常時に関わらず「色欲」を用いて監視から脱すると、帝国と王国の首脳部を洗脳して両国を掌握、帝国軍を大量動員してエルフの里に侵攻するという暴挙に出た。

ユーリーン・ウレン
声 - 田中あいみ
前世の名前 - 長谷部 結花（はせべ ゆいか） / 種族 - 人族 / 主な所持スキル - 夢見る乙女
通称「ユーリ」。聖アレイウス教国の聖女候補。金髪碧眼の神秘的かつ可憐な少女。
赤ん坊の時、転生先の両親に捨てられたところを神言教の教会に拾われ養育される。二重の意味で身寄りをなくしたショックと孤独感の裏返しから、日本語で語りかけてくれる神言をよすがとして心の底から信仰することになった。神言教への傾倒は相当なもので、前世のクラスメートと遭遇した際も二の口告げず布教から会話に入るほど。
シュンが学園を去った後にエルフの里に侵攻する帝国軍と同行する。
サジン
声 - 島﨑信長
前世の名前 - 草間 忍（くさま しのぶ）
前世でラースこと笹島京也と仲の良かった少年。聖アレイウス教国の暗部に所属する父の下に生まれ、長じては父同様に各種の工作任務に当たっている。
転生者としてはユニークスキル「忍者」を有しており、発生させた分身と瞬時に本体の位置を入れ替えることで敵の目を欺き、回避する「空蝉」など各種忍術が使用可能。転生者としては規格外のソフィア、ラースには及ばないもののシュン一行ら鍛えた転生者と戦える水準には達しているそれなりの強者である。
前世ではクラス一のお調子者だった彼の気性は暗部に属している今も全く変わっていない。エルフの里攻防戦では転移陣からシュン一行の前に単身姿を見せ、昔通りの軽口を叩きながらエルフの退路となる転移陣を破壊するという任務を成し遂げ、悠々と撤退していった。ちなみにこの爆破の際に用いたのはラースから譲り受けた炸裂剣である。

#### 勇者サイド
シュレイン・ザガン・アナレイト（Schlain Zagan Analeit）
声 - 堀江瞬
前世の名前 - 山田 俊輔（やまだ しゅんすけ） / 種族 - 人族 / 主な所持スキル - 天の加護、千里眼、慈悲、禁忌など
通称シュン。アナレイト王国第4王子。
前世は一般的ながら快活な少年で、転生を経た後も前世からの知人友人の変化に驚き悩みつつも本質は変わっていない。
前世から高い素質を有していたが、転生後では才能を伸ばす環境にも恵まれたこともあって尊敬する兄ユリウスをも将来的に凌駕することを期待される天賦の才能を幼少期から発揮するようになった。反面、その才を危惧した者たちによって政治からは遠ざけられており、王族としての責務や世事、政治的な事柄には疎かった。
他者の命を奪うことにためらいを覚えがちだが、それは前世の感覚を引きずった惰弱さの裏返しとも取れる。また、物事を表層的な理解だけで流しがちな浅慮な面もあり、危機感や自覚もなしに胡乱な行動を取りがちである。また、彼のスタンスには明確なビジョンとはあまり縁がなく、巻き込まれたことに対する受動的なものに終始している。
転生に伴って変わりゆくことを余儀なくされる前世のクラスメートたちを前に悩みながらも日常を送ってきたが、シュン自身は前世の延長のままの精神を抱えているつもりだった。そんな折に、先代勇者ユリウスが人魔大戦で戦死したことに伴い、強い覚悟を持つ猶予も与えられないままに勇者の座と称号を受け継ぐことになってしまう。
直後、ユーゴーとその背後にいる管理者らの陰謀によって父王を殺され、父殺しと国家転覆の汚名を着せられ、勇者としての覚悟を固めることもできないまま流転する運命に振り回されていく。
カルナティア・セリ・アナバルド（Karnatia Seri Anabald）
声 - 東山奈央（カティア）、佐藤元（大島叶多）
前世の名前 - 大島 叶多（おおしま かなた） / 種族 - 人族 / 主な所持スキル - 転換、並列意思
通称カティア。アナレイト王国、アナバルド公爵家令嬢。
赤毛の美少女。転生者の中で唯一、前世と性別が変わっている。前世ではシュンの親友であり、加えて立場から、再会して以来ほぼ常にシュンと行動を共にしている。微妙な立場ゆえに異母兄から白眼視されるシュンのことを面倒事に巻き込ませないよう立ち回り、彼の支えとなっていた。
勝手を知っている前世の知人相手に日本語の男口調のままで話すことが多く、一方現地語で会話する時は貴族令嬢らしくしとやかで気品のある喋り方をしている。この切り替えは本人の中ではごく自然なものであり、肉体の変化と現地での教育の成果もあって、ナチュラルに女性陣に馴染んでいる。
幼少期からの距離の近さもあって思春期以後はユリウスをはじめ、シュンを取り巻くほとんどの者たちからシュンに恋をしていると見られていた。カティア自身のシュンに対する思いも当初は親友に対するものから本人も自覚しないまま徐々に変化し続けたが、本人は頑なに認めようとはしなかった。
が、王国クーデターの際にユーゴ―に洗脳されシュンと交戦するよう差し向けられた際に抗って死亡するもののシュンの「慈悲」の効果を受けて一命を取り留める。以後は前世の人格を振り切り「カルナティア」としてシュンに恋するようになった。それからのカティアはシュンとの距離を詰めようと彼に対する積極的なアプローチを厭わないようになり、独占欲を周囲に圧として振りまくほどの女性らしさを身に着ける。

フェイルーン（Feirune）
声 - 喜多村英梨
前世の名前 - 漆原 美麗（しのはら みれい）
種族（書籍版） - エルローコリフト→（数種の地竜）→光竜 / 主な所持スキル（書籍版） - 地竜、光竜、飛翔、重魔法など
種族（Web版） - 人族
通称「フェイ」。地竜に転生した少女。Web版にはエルフの里に軟禁されていた転生者の一人として登場。
卵の内にアナレイト王家に献上され、シュンのペットとなる。シュンの勇者継承に伴って光竜となり、人化および飛行が可能となる。主人公やラースと同じく人化した時の顔は前世と同じだが、背中から羽毛の付いた翼が生えておりどこか天使を思わせる印象。また、縦長の瞳孔や、腕の竜鱗など、外見的特徴に竜族を思わせるものがいくつかある。
ちなみに卵の時に迷宮に潜った冒険者によって親から引き離され、その冒険者が主人公の張った罠に掛かったことで卵を放置して離脱、結果として主人公に拾われたことがある。当時主人公は非力だったため、頑丈な殻を割ることが出来なかったものの、危うく食べられるところだった。その後、主人公のマイホーム（巣）が別の冒険者に焼き討ちされた際に回収され、後にアナレイト王家に献上されている。
本来、竜の卵は親から魔力を与えられて孵化するところが、親から引き離されたことで孵化まで7、8年要したため、転生者の中で唯一実年齢が幼くなっている。魔物であるためほんの数年で成竜まで成長して、人化した姿はシュンたちと同年齢ぐらいの容姿になっている。
前世では美人で、クラスの女子の中心的存在だった。自分に優る美貌を持ちながら、どこ吹く風の態度で無視を貫く若葉姫色のことを一方的に敵視していやがらせを繰り返していた。当の本人からは全く相手にされなかったものの、自身は魔物に転生してしまった現状もあって、そのことを深く反省している。
ざっくばらんで明るく、同時に観察眼に優れる。魔物ということもあって人間と比べ生理的感覚などは異なるものの、シュンたちの内面をよく理解している。竜としての優れた本能と感覚を有しており、シュンたちのことをどこか保護者的視線で見守っていた。　
単純なステータスで言うならシュン一行の中では最強。高いステータスに加え、人化した状態でも質量が変わらないため格闘戦の性能も変わらない。竜の姿に戻った際は、シュンたちを乗せて空を飛ぶことも出来るほど巨大。
漫画版では転生者の「人外枠」として、描き下ろし漫画「もう一人の転生者（3,4,6,8,10巻に掲載）」の主人公となる。人族側をメインとしたストーリーだが、シュンではなく彼女の視点から語られる。
フィリメス・ハァイフェナス（Filimøs Harrifenas）
声 - 奥野香耶
前世の名前 - 岡崎 香奈美（おかざき かなみ） / 種族 - エルフ / 主な所持スキル - 生徒名簿、嵐天魔法など
愛称は「岡ちゃん」。エルフの少女に転生した担任教師。担当教科は古典。外見は幼いが、他の転生者と肉体年齢に差はない。生徒たちの過去・現在・未来を知る固有スキル「生徒名簿」を持つ。
前世からの愛称から想像できるように、生徒からは慕われつつもかなり残念な先生として扱われている。語尾の「ですぅ」、口癖の「萌え〜」などは生徒に親しみを持たれるために最近のラノベやアニメを勉強した結果、半ば趣味と化して定着してしまったものらしい。ただし、非常時にはこれらの口調もなりを潜める。蜘蛛など一般的に忌避される生き物に親しみを持つというややズレた感性の持ち主でもある。
転生先の父はエルフの長ポティマス。教師としての責任感の強さと「生徒名簿」の記述が教え子全員の死を示唆する異常な内容だったことから危機感を覚え、赤子の内から念話を用いて彼に接触し協力を打診する。互いに親子の情は皆無といっていいものの、岡はポティマスのことをどこか信頼できなくても生徒を預けるしかない協力者として認識している。
その後は前世での生徒たちを救うため自身は幼少期から早々に鍛える一方、彼らを保護するために合法・非合法含めて様々な画策をする。それらが教え子たちの意志に反し、敵意を買う結果になっていることを自覚しているが、それらの悲しみをおくびに出すことなく活動している。
その結果としてシュンたちに学園で接触した時点で、王侯貴族や魔物に生まれた者を除いた過半数の転生者をエルフの里に確保し死亡者を4名に抑えた。
アナ
声 - 武田羅梨沙多胡
ハーフエルフの女性。外見は20代だが、実年齢は50を越えている。クレベアと共にシュンが幼児の頃から彼の侍女をしていた。魔法の腕もかなりのもの。フェイルーンの育成係も兼任していたが、狩った魔物の肉を無理やり食わせるなどスパルタな育成を施しているため、フェイルーンからは若干の苦手意識を抱かれている模様。
過去、ハーフエルフであったためにエルフの里から追放されており、それがトラウマになって自己評価はかなり低い。そのため、自分を拾い上げ人として扱ってくれた王家に多大な恩義を抱いていた。しかしユーゴーの洗脳であっさりシュンに刃を向けることになってしまい、洗脳が解けた後はことさら深い自責の念を抱いている。それゆえ、罪を少しでも贖おうと王国を追われたシュン一行に同行する。
ハイリンス・クォート
声 - 興津和幸
アナレイト王国クォート公爵家の次男。勇者ユリウスの幼馴染で、主筋である彼とも打ち解けた気やすい仲だった。
率直で明るい人柄の中に、深慮に富んだ真摯な内面を隠しておりユリウスを取り巻く環境や人間関係についてもその多くを察している。
勇者パーティでは盾役だったが、人魔大戦では魔王軍との戦いでただ一人生き残った。死を一度だけ回避する不死鳥の羽根をユリウスから託されたためだった。シュンにユリウスの最期を伝えた後は新たな勇者となったシュンを守ることを誓い、以後は彼に同行する。
役割柄、仲間の安全を第一と考えており、シュンの甘い判断をたしなめることも多い。実はギュリエディストディエスの分体としての側面も持っており、稀に彼の意志を代弁した言葉を述べる。ギュリエディストディエスは現地の管理者として過ごす長い歴史の中で時折現地の人間を分体として人間目線から現地を観察するということを行なっていた。

#### 転生者
| 転生後の名前                         | 転生前の名前 | 転生特典                     | 備考                                                                                  |
| ------------------------------------ | ------------ | ---------------------------- | ------------------------------------------------------------------------------------- |
| なし→白織                            | なし         | 韋駄天                       | #主人公サイドを参照。                                                                 |
| ソフィア・ケレン                     | 根岸彰子     | 吸血鬼                       | #主人公サイドを参照。                                                                 |
| ラズラズ→ラース                      | 笹島京也     | 武器錬成                     | #主人公サイドを参照。                                                                 |
| ユーゴー・バン・レングザンド         | 夏目健吾     | 帝王                         | #主人公サイドを参照。                                                                 |
| ユーリーン・ウレン                   | 長谷部結花   | 夢見る乙女                   | #主人公サイドを参照。                                                                 |
| サジン                               | 草間忍       | 忍者                         | #主人公サイドを参照。                                                                 |
| シュレイン・ザガン・アナレイト       | 山田俊輔     | 天の加護                     | #勇者サイドを参照。 Web版の漆原美麗はエルフの里で保護されている                       |
| カルナティア・セリ・アナバルド       | 大島叶多     | 転換                         | #勇者サイドを参照。 Web版の漆原美麗はエルフの里で保護されている                       |
| フェイルーン（書籍版） 不明（Web版） | 漆原美麗     | 地竜（書籍版） 不明（Web版） | #勇者サイドを参照。 Web版の漆原美麗はエルフの里で保護されている                       |
| フィリメス・ハァイフェナス           | 岡崎香奈美   | 生徒名簿                     | #勇者サイドを参照。 Web版の漆原美麗はエルフの里で保護されている                       |
| 不明                                 | 工藤沙智     | 先導者                       | エルフの里で保護されている転生者                                                      |
| ウギオ                               | 荻原健一     | 無限通話                     | エルフの里で保護されている転生者                                                      |
| 不明                                 | 田川邦彦     | 冒険者                       | エルフの里で保護されている転生者                                                      |
| 不明                                 | 櫛谷麻香     | ものぐさ効率厨               | エルフの里で保護されている転生者                                                      |
| 不明                                 | 槙将羽登     | 反抗                         | エルフの里で保護されている転生者                                                      |
| 不明                                 | 相川恋       | 本が恋人                     | エルフの里で保護されている転生者                                                      |
| 不明                                 | 津島大       | 早熟                         | エルフの里で保護されている転生者                                                      |
| 不明                                 | 瀬川柊子     | スイーツ女子                 | エルフの里で保護されている転生者                                                      |
| 不明                                 | 古田美央     | 好感弩                       | エルフの里で保護されている転生者                                                      |
| 不明                                 | 七瀬千恵     | バブみ                       | エルフの里で保護されている転生者                                                      |
| 不明                                 | 手鞠川咲     | ケモナー                     | エルフの里で保護されている転生者                                                      |
| 不明                                 | 飯島愛子     | 歌姫                         | エルフの里で保護されている転生者                                                      |
| 不明                                 | 外岡久美子   | 流行                         | エルフの里で保護されている転生者                                                      |
| 不明                                 | 桜崎一成     | 迷宮創造                     | 「生徒名簿」の効果によって死亡が確認された生徒 桜崎一成、若葉姫色については本節を参照 |
| 不明                                 | 小暮直史     | 涙の数だけ                   | 「生徒名簿」の効果によって死亡が確認された生徒 桜崎一成、若葉姫色については本節を参照 |
| 不明                                 | 林康太       | 刹那の見切り                 | 「生徒名簿」の効果によって死亡が確認された生徒 桜崎一成、若葉姫色については本節を参照 |
| 不明                                 | 若葉姫色     | 不明                         | 「生徒名簿」の効果によって死亡が確認された生徒 桜崎一成、若葉姫色については本節を参照 |

工藤 沙智（くどう さち）
声 - 伊藤かな恵
エルフの里に保護されている転生者の一人で、前世でクラス委員長をしていた少女。真面目で口うるさい性質で、前世では身勝手な夏目（ユーゴ―）やいい加減な漆原（フェイ）とそりが合わず、対立することも多かった。幼い頃拉致同然に連れて来られたため、エルフに対し不信感を抱いている。
前世では隠れ腐女子だったが、現世では閉鎖的なエルフの里の娯楽の乏しさに加え特に隠す理由もないとの理由から公言するようになり、里で生活を共にするクラスメートの女子たちを同じ趣向で染め上げてしまった。
ウギオ
声 - 坂田将吾
前世の名前 - 荻原 健一（おぎわら けんいち）
通称「オギ」。同じくエルフの里で保護されている転生者の一人。前世ではサッカー部員で、シュンやカティアとも、ユーゴーとも仲が良かった。エルフの里では調理担当。
聖アレイウス教国が送り込んだスパイであり、幼少期にある程度訓練を受けている。転生特典の固有スキル「無限通話」によって里の情報は教国に筒抜けになっていた。
田川 邦彦（たがわ くにひこ）
声 - 斉藤壮馬
通称「クニヒコ」。転生後は冒険者をしており、最高位のSランク到達も間近と呼ばれる俊英として知られていた。アサカとは前世でも今世でも幼なじみで行動を共にしている。転生後は幼いころから自由な外界に憧れ、冒険者になって外に飛び出すことを夢見る少年だったが、転生先の生まれ故郷がメラゾフィスに滅ぼされたことによって彼が望んだ自由は強制的に与えられる形となった。その後はアサカと共に行く当てもなく人族領の街に出た際にAランク冒険者「ゴトー」と出会い、彼に師事しながら実績を積み重ねていった。
なお、彼とアサカのふたりにも転生先の両親から名付けられた名前は存在するが、故郷が滅んだことで呼ばれる相手もなくなったこともあり、現地名は捨て去っている。人魔大戦に当たってはアサカらと共に戦力として徴用され第四軍と対峙、奇しくも仇であるメラゾフィスと対決することになり、辛くも彼を退ける。メラゾフィスとの交戦の際に後方から援護を行った岡崎（フィリメス）と再会し、彼女に連れられてエルフの里に赴く。
櫛谷 麻香（くしたに あさか）
声 - 佐倉綾音
通称「アサカ」。クニヒコとコンビを組んで冒険者をしている少女。彼とは前世でも幼なじみだったが、こちらでも同じ部族に生まれて一緒に育った。生まれた部族は人族と魔族の境界地域を巡りながら、魔族・エルフ、場合によっては人族であっても襲って身包み剥いで殺す盗賊行為で稼ぐ一団だった。なお、彼女たちの部族は岡崎（フィリメス）の魔族領からの脱出のサポート、およびクニヒコとアサカの移動を縛る障害を排除することを目的としてメラゾフィスに滅ぼされる。
無鉄砲な傾向のある相方に対するストッパー役だが、最終的には彼の意思を尊重することが多い。メラゾフィスに対する復讐には興味がなく、基本的にはクニヒコの身の安全を重視する。
槙 将羽登（まき しゅうと）
声 - 伊藤雄貴
エルフの里に保護されている転生者の一人。「シュート」というサッカーにちなんだ名前を親から付けられたが、当の本人はその反発から野球部に所属していた。
手鞠川 咲（てまりかわ さき）
声 - 武田羅梨沙多胡
エルフの里に保護されている転生者の一人。現世では帝国の召喚士「ブイリムス」の娘として生を受けた直後に拉致される。
飯島 愛子（いいじま あいこ）
声 - 岩井映美里
エルフの里に保護されている転生者の一人。前世では漆原美麗を中心とする女子グループの一員だった。
外岡 久美子（とのおか くみこ）
声 - 長谷川育美
エルフの里に保護されている転生者の一人。前世では漆原美麗を中心とする女子グループの一員だった。
桜崎 一成（さくらざき いっせい）
「生徒名簿」の効果によって死亡が確認された四人の生徒のひとり。彼が「D」から賦与された固有スキル｢迷宮創造｣は転生者の中でも特に強力なもののひとつであり、それを危険視したポティマスによって殺害された。
前世でユーゴ―こと夏目健吾の親友だった男子生徒。夏目がクラス内でリーダー格として振る舞えていたのは彼が周囲との緩衝役・調整役を務めていたのが大きかったらしく、ユーゴーが増長して暴走したのは彼の不在が響いたためとシュンは分析している。
若葉 姫色（わかば ひいろ）
「生徒名簿」の効果によって死亡が確認された四人の生徒のひとり。
クラスの誰とも接点を持とうとせず、目立たないよう振る舞っていたのに関わらず隠しきれない美貌によって一部クラスメートから崇拝に似た感情さえ向けられていた女子生徒。
自他ともに、"主人公の前世"として認識されているが、「『生徒名簿』で死亡と判断されている」ことや「魔王第十軍団長・白と同じ容姿をしている」ことなど、不可解な点が多い。
その正体は管理者Dが神としての立場から離れるために作り出した偽装身分であり、のちに白織に移譲される。

### 人族勢力

#### 神言教
ダスティン六十一世（Dustin LXI）
声 - 松山鷹志
種族 - 人族 / 主な所持スキル - 節制
神言教第五十七代教皇。何かにつけて沈思黙考する癖がある。
死に際しても来世へ記憶を引き継ぎ保持し続ける支配者スキル「節制」を有しており、転生によって何度姿形が変わろうと揺るがない理念を糧に神言教のトップとして活動を続けている。今世の姿は市井に紛れていても違和感のない好々爺然とした痩身の老人で、単純な強さを取ってもさほどのものではない。彼の本質はどれだけの犠牲を払ったとしても狂うことも現実から目を背けることもなく、葛藤しながらも前進していこうという意志そのものにある。長い付き合いを持つアリエルをして彼を「化物」と認め、讃えている。
弁舌に長けた扇動者であり「神言教」の教義は幾度も転生を積み重ねる中で人族全体の存続という目的のための方便として彼が確立させたもの。世界の裏側に女神サリエルがいると知りながらも宗教的情熱でなく、人族という大の虫を救うために動いており、そのためには個人という小の虫を殺すことにはためらいを見せない。何よりも自身の命を投げうつことに躊躇することはなかった。
ソフィア、メラゾフィスの主従にとっては色々な意味で仇になる人物。女神教の存在自体が人族の安寧への障りとなると判断した彼が宗教的影響力と諜報を駆使してサリエーラ国を滅ぼそうとした結果、彼女たちの故郷ケレン領は戦火に包まれることになった。その後、ふたりと対峙することになるがメラゾフィスの言葉に打ちひしがれ、年相応に老い疲れた心情を吐露する一幕もあった。

#### アナレイト王国
シリウス
声 - 家中宏
国王。私人としては公務の中あまり接触を持てていない子との交流を大事にし、身内の命を大事に思うなど良き家庭人と思われるが、為政者としては凡庸と評されている。
人魔大戦緒戦での兄ユリウスの死を受け、勇者の称号を引き継ぎ混乱するシュンへ罪を押し付けるべく「洗脳」を受けたスーレシアの攻撃を受け死亡。白織の視点で本件が語られた際にポティマスの魂の一部が付着していたことが明かされている。
スーレシア（Suresia）
声 - 小倉唯
種族 - 人族 / 主な所持スキル（Web版） - 強欲、征服
通称「スー」。シュンの異母妹。第2王女、第1王子サイリスは同母兄。
転生者である兄に匹敵するほどの天才。兄「シュン」のことを病的なまでに慕っているが、もう1人の兄である「ユリウス」に対しては並程度の好意しか示している様子はない。一方でシュンの敵はもちろん、彼に好意を向ける異性に対しても容赦せず時に実力行使を交える事すらある難儀な性格の持ち主で、口に出さずとも内心の嫌悪を隠さない。正室の母からは色々と吹き込まれているが、実際のところ彼女からシュンに向ける感情は本物。
ユリウス死後に白織と密約を交わし協力者となる。王国の政変では「洗脳」によって国王殺害の実行犯にさせられる。その後「洗脳」は解除されたものの、公的には次期勇者として発表されたユーゴ―の婚約者として発表され、その流れとしてエルフの里に向けて出征したユーゴー率いる帝国軍に嫌々ながら同行させられる羽目になった。
ユリウス・ザガン・アナレイト（Julius Zagan Analeit）
声 - 榎木淳弥、森下由樹子（幼少期）
シュンとスーの兄。アナレイト王国第2王子にして「勇者」。6歳で勇者に選定され22歳の時に人魔大戦で戦死するまで、生涯のすべてを人々のため戦い続けてきた。
温厚な人柄と自己犠牲の精神を併せ持つ勇者の鑑ともいえる人物であり、シュンからは絶大な尊敬と信頼を寄せられていた。けして無闇な殺生を行うような人物ではないが、必要とあらば己の手を汚す覚悟を辞さない相応の覚悟、答えの出ない問題相手に悩みながら前進し続ける決意を有している。
幼少期から兄弟間、宮廷内の微妙なバランスや、神言教教皇などの国家首脳から見込まれつつ政治的なコマとして扱われる自分の立場のことをよく見ており、大人たちから受ける庇護に対しても好意と無力感の両面から感じ取っていた。ユリウス個人は政治に深く携わらず勇者として無辜の人々を救うことに注視していたが、自身の行動で神言教などの大組織の面目を潰すような行動は慎むなど、政治的センスはそれなりに持っていた。
幼い頃に神言教側の国家とサリエーラ国の間の会戦に初陣として参加したが、「私」や魔王の乱入によって地獄絵図と化した事件「ザトナの悲劇」に遭遇した経験がある。そこで彼女たちと至近距離で対峙し、二者の圧倒的な強さに恐怖しながらも勇者として立ち向かおうとした。この体験がトラウマになっており、蜘蛛を見かけると反射的に駆除してしまうようになった。
その後、ケレン領に逗留していたため「迷宮の悪夢」が巻き起こした蜘蛛の群による大騒乱「ケレン防衛戦」にも巻き込まれる。そこで恐怖を押し殺しつつその場に踏みとどまろうとした覚悟をロナントに認められたことで、短い間だったが彼に師事した。その影響で剣よりも魔法が得意となった。
人魔大戦では個の力で戦線のひとつをこじあけ、第七軍団長ブロウと一騎打ちに持ち込み彼を斃したあと現れたクイーンタラテクトを仕留めたが、直後現れた第十軍団長“白”の腐蝕攻撃を受けて死亡した。これにより勇者の称号と愛用のマフラー、そして「勇者剣」がシュンに渡ることになる。
愛用していたマフラーはフェイルーンの卵が発見された際にその場に存在した蜘蛛の糸（主人公が手慰みに作っていた粘性のない糸玉）から彼の母親が作った形見であり、数々の激戦の中でもシュンの手に渡るまで解れることがなかった。
サイリス
声 - 近藤隆
第1王子。
正室の子であり、政治面も見ていたため順当にいけば彼が次の王位を継ぐことになるはずだったが、異母弟たちの活躍に対して危機感を覚えていた。
ユーゴーらと結託し、父を亡き者とすると同時にその罪を弟たちに擦り付けることで自らの王位を確実にすることを狙った。
しかし、ユーゴーに裏切られて洗脳された結果、王位への執着をうわ言のように垂れ流す廃人のような状態にされてしまう。共にいたレストン、アナバルド夫妻、クレベアは首をはねられたところをシュンによって蘇生されたものの、彼は一人捨て置かれた。
レストン
声 - 土岐隼一
第3王子。組織にとらわれない自由人。
裏ではエルフとのコネクションを有しており、岡に「勇者」を引き継いで危険な身の上になった弟シュンの保護を依頼している。
政変で反逆者として捕まりシュン達の目の前で処刑されるが「慈悲」で蘇生される。白織の視点で政変が語られた際ポティマスの魂の一部が付着していたため、魂を剥がすための検証で首を斬られたことが明かされている。
ヤーナ
声 - 小坂井祐莉絵
勇者ユリウスと対になる聖女。裏表なくまじめな性格だが、やる気が空回りすることが多い。
光魔法と回復魔法を得意とし、ユリウス一行を後衛役として支えた。人魔大戦で第十軍団長“白”の放ったクイーンタラテクト（白の分体仕様）の攻撃からユリウスを庇って死亡した。
ジスカン
声 - 沖野晃司
ソロでAランクになったという一流の冒険者。勇者パーティー内ではユリウスと並ぶ前衛役で、状況に応じて多様な武器を使いこなす。各国協同で実施された人身売買組織との摘発の途上、ティーバの紹介によってユリウスらと出会い、彼と轡を並べた。その後、ユリウスの現実を前にしても折れない理想を気に入り、討伐隊解散後もホーキンと共に彼の仲間となる。
元は辺鄙な集落に生まれ、そこを飛び出して冒険者になった。彼の武器を選ばない戦闘スタイルは駆け出しのころから金策に追われ、武器を選ぶ余裕がなかったという事情が大きい。人魔大戦で第一軍団長アーグナーと相討ちとなり死亡した。
ホーキン
声 - 石井隆之
以前は「怪盗・千本ナイフ」と名乗る義賊だったが捕縛され、ジスカンの奴隷という立場でパーティのシーフ役を担う。
ただし、それは名目上のことでジスカンとは明確な上下関係のない友人のような間柄で酒を酌み交わす仲だった。直接戦闘力という意味ではユリウス一行の中では一段劣ってはいたが、渉外役や補給などの事前準備役としては優秀で、ある種一番替えの利かない役割であるとジスカンから見込まれていた。
次期勇者を支えてもらう意味もあり、人魔大戦開戦前夜にジスカンから離脱を促されるが結局は断って彼らと共に従軍した。人魔大戦で第一軍団長アーグナーとの戦いで攻撃を加えるが反撃を受けて死亡した。
ハイリンス・クォート
声 - 興津和幸
詳細は、「#勇者サイド」の「ハイリンス・クォート」の項を参照。
クレベア
シュンの侍女。剣術指南役でもある。政変で反逆者として捕まりシュン達の目の前で処刑されるが「慈悲」で蘇生される。

#### レングザンド帝国
ロナント・オロゾイ（Ronandt Orozoi）
声 - 飛田展男
主な所持スキル - 獄炎魔法、治療魔法、空間魔法、鑑定、痛覚無効など
史上最年少でレングザント帝国筆頭宮廷魔導士に就任し、現在もその地位にあって人族最高の実力を誇る老魔法使い。一見すると気さくな人物だが、その実奔放で身勝手。些事を厭って周囲にぶん投げることも多いが、魔法のこととなると目の色を変える「魔法馬鹿」である。
かつては己の実力を鼻にかけ世界で並ぶものなしという自負に満ちていたが、エルロー大迷宮の調査に随行した際に主人公に出会ったことが人生の転機となった。
主人公に危うく殺されかけそうになったものの、スキル「魔導の極み」を見出したことがきっかけとなり、彼女の魔法の実力を理解。上には上がいるという事実を前に無力感と謙虚さを覚え、自己鍛錬に精を出すようになった。弟子に対してもこの経験は幾度も説かれており、内心では死に急ぐことを愚と思って何よりも嫌っている。
その後は主人公のことを勝手に師と仰ぎ、数々の奇行を繰り返す。主人公の影を追って大迷宮に転移し、彼女の残した蜘蛛たちの生存競争を目撃すると感激を繰り返し全裸となって修行に励んだ。その中でギュリエディストディエスと出会うなどしたことで自分が魔導の真髄を目指すことになった原点を思い出す。混乱の中、幼い勇者ユリウスの覚悟を見て老いた自分に代わって人族の守護という目的を託すにはふさわしいと判断したことで、彼を弟子に取った。
彼の原点は先代の剣帝「レイガー」や勇者と誼を結び、戦乱の世を終わらせようと盟を誓ったことにあったのだが、その両名の失踪を境に目的と熱情を失って現在のスタイルに落ち着いたようである。
人魔大戦では戦線のひとつ「ダーザロー砦」の防衛指揮に当たる。自身及び自身の指導した弟子たちによる遠距離からの魔法の撃ち合いを制して、自軍の損害を抑えつつ軍団長の一人「ヒュウイ」を討ち取って第六軍団を敗走させる活躍を見せた。
シュン一行がレストン王子とアナバルド公爵夫妻の奪還を目指し王宮に襲撃をかけた際は気まぐれから防衛に当たっていた。長距離狙撃じみた正確かつ高威力の魔法によって、彼らに力の差を見せつけたが、距離を詰められたところで教え子の弟に情けをかけ、全力とも本意とも思えないやる気のない言葉を残して撤退した。
以後は王太子ユーゴ―の命を受け、指揮官のひとりとして引き続きエルフの里への侵攻に加わる。鑑定が弾かれ、底知れない強さを漂わせるソフィアに思うことがありつつも職務は果たす。大半の自軍が森林地形に特化したエルフの防衛線に翻弄される中、突出するほどの侵攻を見せた。そのため、エルフの機械兵器に会敵することになってしまい、殿となって奮戦するも多勢に無勢だったところを唐突に現れた人形蜘蛛姉妹に救われ、成り行きから発奮して共闘することになった。
オーレル・シュタット（Aurel Stadt）
ロナントの弟子兼世話係の少女。貧乏田舎貴族の末娘で、主の巻き起こす奇行に対し、齢8歳にして舌鋒鋭くツッコミを入れる剛の者。
能力や素質は非常に優秀で、黙っていれば見た目も良い。しかし「～っす」と語尾につける独特の口調が邪魔をしている。そのせいで苦労もしているのだが、本人に直す気はない。勇者ユリウスのロナントへの弟子入りの後に彼女自身も師事することになり、幼くして最上位系統の魔法を扱えるまでに成長したほか、自他ともに認める朴念仁であるユリウスにも内心認められるほど胸が豊かになっている。
ユリウスと再会した際には帝国の宮廷魔導士になっているが、本人に出世の希望はないのに高い実力を身に着けたことなどから、周りの年長の魔導士に一目置かれ「姉さん」と呼ばれていた。
ブイリムス
声 - 平川大輔
レングザント帝国の召喚士。魔物を使役する「調教」のスキルを持つ。帝国の調査隊が確認した「迷宮の悪夢」の使役、もしくは討伐を命ぜられ、付けられた精鋭およびロナントと共にエルロー大迷宮に派遣される。その結果主人公と交戦する羽目になり、部隊を全滅させられ自身も重傷を負う。長く家に帰れない中で、ようやく生まれた我が子の顔を見るのを楽しみにしていた矢先の出来事だった。
その後、部隊全滅の責任、危険な魔物を世に解き放ってしまった責任、その際に出た被害の責任を取らされ、魔の山脈に左遷されてしまう。巻き返しのために、特異なゴブリン（後のラース）の「武器錬成」のスキルに目をつけ、スキルで奴隷化する。最期は「憤怒」の支配者スキルを得たラースに敗れ、無念を表に出しながら息絶えた。
なお、彼の娘は転生者の一人「手鞠川咲」である。
ティーバ・ヴィコウ(Teeba Vicow)
帝国の影の英雄と称された軍人。堅実な用兵に定評があり、個としての実力も高い軍部の重鎮だった。人身売買組織に息子夫婦と孫を殺された復讐として、当時十一歳だった勇者ユリウスを総指揮官とする討伐隊の実質的な指揮を取った。
公私両面の態度からユリウスの成長を下支えし、彼の人格面にも強い影響を与える。摘発の最終局面において元凶のポティマスと遭遇したために、同行した部下諸共殺害された。なお、討伐任務終了後の彼は帝国王太子（ユーゴ―）の教育係が内定していたようである。
ニュドズ

レイガー・バン・レングザンド
先代「剣帝」。現剣帝の父であり、ユーゴ―の祖父でもある。
現役時代は「魔法最強」と謳われたロナントと並び称される猛者であり、「剣技最強」、「剣神」という異名で知られていた。
若き日から人族の安寧を夢見てロナントやニュドズらと共に数々の戦場を駆け抜けてきたが、終わりの見えない戦いの日々にいつしか倦み王位を息子に譲って雲隠れしてしまう。
紆余曲折を経て、人族と魔族の国境地帯にある狭間の村に辿り着く。そこに「憤怒」のために暴走したラースが現れる。彼の暴走を食い止めるために死闘を繰り広げるが、力及ばず敗死した。

#### その他
ジョン・ケレン
声 - 岩崎諒太
サリエーラ国ケレン伯爵。ソフィアの父。人格的にも能力的にも尊敬に値する人物らしく、部下や領民からも慕われていた。「迷宮の悪夢」が自領内に出現したと同時に妻子を救い、領民に無償の治療を行ったことに対してちぐはぐなものを感じており、命の恩人を信奉する妻をよそに、その正体について頭を悩ませていた。
時を同じくしてオウツ国が仕掛けてきた挑発行為と、問題行為を繰り返す派遣外交官の対処に追われ、戦争回避のため尽力するも果たせず、ケレン領がオウツ国軍に蹂躙される中、ポティマスらによって殺害された。
セラス・ケレン
声 - 熊谷海麗
サリエーラ国ケレン伯爵夫人。ソフィアの母。お嬢様育ちだが芯は強い女性。女神教の熱心な信者でもあり、盗賊に襲われた自分たちを救ってくれた主人公のことを伝承にある女神に仕える神獣としての蜘蛛と同一視してしまう。
そのため、彼女が領内で神獣の存在を喧伝する形になってしまい、夫や黒幕を含め誰一人として全体像を理解しない構図へと事態を複雑化させる一助を担ってしまった。ケレン領滅亡の際、メラゾフィスに愛娘を託すが夫に殉じる形で殺害された。なお、娘のソフィアが嗅いだだけで気を失ってしまうアルコールの弱さは母である彼女から遺伝したものである。
ゲイツ
声 - 落合福嗣
オウツ国外交官。オウツ国が「迷宮の悪夢」によって受けた損害の補填などと称し、「迷宮の悪夢」の自国での所有権を主張するなど無理筋の要求を並び立てる。領内では外交特権を盾に傲慢な態度を取り、部下を使い秘密裏に「私」を捕獲しようとしたが失敗し、報復として「私」の邪眼による遠隔攻撃によってケレン伯の屋敷内で殺害された。外交官としては人格、能力共に低俗としか言えない人物であり、サリエーラ国民の感情を逆撫でするような行動を取り続けた。
彼の死をきっかけのひとつとしてサリエーラ国とオウツ・レングザンド・聖アレイウス連合軍との戦争が勃発し、その後のソフィアとメラゾフィスの二人の運命を狂わせることになった。なお、事態の裏で糸を引いていたダスティンがどれだけ彼個人のことを認知していたかは不明なものの、結果的にはダスティンが長年水面下で用意していた女神教を潰すための謀略の駒のひとつに過ぎなかったこととなる。
Web、書籍版では彼の名前は明かされておらず、アニメ第20話のキャストクレジットに記載されたのが初出となる。
バスガス
声 - 斧アツシ
冒険者以外の商人や旅人、調査目的の人物・集団をガイドする職業「迷宮案内人」に就いている男性。ゴイエフの父。口は悪いが、依頼人の身を守ろうとする腕と責任感は確かなもの。魔物の大発生（実態は大移動）を調査しに来た帝国の一団を案内し「迷宮の悪夢」と初めて遭遇した。
後に息子のゴイエフに代わって、大陸に渡るべく大迷宮突破を望むシュン一行を案内した。この時点では既に引退しているが、戦士としてのレベルも未だに一般的な冒険者を上回る強者である。一行の強さは認めたが、危うげに突っ走る傾向のあるシュンの性格を見越して苦言をかけている。
ゴイエフ
声 - 近藤浩徳
迷宮案内人。タラテクト変異種の調査に来た勇者ユリウスのパーティを案内した。
当初、シュン一行は迷宮案内に彼の伝手を求めたが、帝国の圧力に対して妻子のある身では抗しきれないとして、不本意ながらに断る。

### 魔族勢力
バルト・フィサロ（Balto Phthalo）
声 - 梅原裕一郎
魔族を動かす実務担当。公爵位に就き、首都周辺を統治する。また、先代魔王の治世から魔族領の政治の要として日々の激務に耐えてきた。
第四軍団長も兼任していたが、魔族全体を見るために、後にメラゾフィスに団長の座を譲った。魔王の圧倒的かつ底知れない実力を理解しており、彼女の采配によって魔族に無意味に見える犠牲が出る現実に対して歯噛みしながら従っている。
アーグナー・ライセップ（Erguner Ricep）
声 - 桐本拓哉
第一軍団長。人族領と直接対峙する領地を治める「辺境伯」。
バルトをして魔王になると相応しいという実力と風格を兼ね揃えた古参軍団長で、軍事の中心人物でもある。疲弊した魔族領をエルフから引き出した援助まで密かに用いてある程度立て直し、規格外の強者アリエル相手に面従腹背の態度を取っていながら尻尾を掴ませない食わせ者だったが、白による分体を利用した情報収集で背任行為が発覚。魔王に従うしか選択肢がない立場を理解する。
人魔大戦では人族側の最重要拠点「クソリオン砦」の攻略を担当し、互角の戦力で攻め手に関わらず戦況を拮抗させるが、主人公によって召喚されたクイーンタラテクト（白の分体仕様）による無差別攻撃を受けて軍は壊滅的な損害を受け、アーグナー自身も勇者パーティと戦いで命を落とす。
サーナトリア・ピレヴィ(Thanatolia Pilevy)
声 - 大原さやか
第二軍団長。
サキュバス族の血を引くと噂される肉感的な美女。策を弄すのを得意とする。暴君として振る舞う魔王アリエルを打倒するためコゴウをはじめ他の軍団長と手を組もうとしているが、その動きを当の魔王からは見透かされている。
人魔大戦ではアノグラッチの群れを人族にけしかけ、攻略を担当した「オークン砦」を自軍を無血のまま壊滅させた。
コゴウ
声 - 藤井隼
第三軍団長。
たどたどしい喋り方が特徴的な巨漢で、見た目通りあまり頭の回る方ではない。犠牲を払う人族との戦争を憂いているが、気弱な性格で魔王の脅し相手には意見を引っ込めるしかなかった。
サーナトリアを介してポティマスと繋がりを持っていた。
メラゾフィス（Merazophis）
第四軍団長。吸血鬼。
詳細は、「#主人公サイド」の「メラゾフィス」の項を参照。
ダラド
声 - 橘龍丸
第五軍団長。主人公は彼を見て歌舞伎役者のようなイメージを抱いた。
魔王へ忠誠を誓う武人。彼の生家は元々魔王への忠義心が厚かったが、先代魔王の雲隠れのため魔王不在の時期が長く居合わせることになった。そのためダラドにとっての「人魔大戦」は己の真価を魔王相手に見せられる晴れ舞台であった。そのため彼自身の士気も非常に高く、暑苦しいといえるほど血気盛んだった。
指揮官としては硬軟を組み合わせた攻城策を同時並行で進めつつ、自身も前線で刃を振るって血路を拓こうとするなど個人の戦闘力や武将としての技量は一般的な魔族基準に照らし合わせればけして低くはなかった。ただし、「人魔大戦」の各戦線が短期で勝敗を決する中、突出した要素を持たない彼の軍では正攻法で砦を落としきれず、魔王による大戦終結を聞き届けることになる。
ヒュウイ・ギデク(Huey Guidek)
第六軍団長。見た目通りの若齢でありながらこの地位に上り詰めた魔法の天才だった。
人魔大戦ではロナントによる攻勢に晒され、戦死した。
ブロウ・フィサロ（Blow Phthalo）
声 - 木村昴
第七軍団長。バルトの弟。
理知的な兄とは正反対で見た目も言動も粗野な人物だが、性根はまっすぐで公務にも真面目に当たっている。主人公に一目惚れしているが、第一印象のままの蛮行を働いたことから、当の本人からは内心「チンピラ」扱いされている。その手前、彼なりに不器用でわかりやすい好意を向けていても届いているとは言えない。
恐怖政治を敷く魔王相手にも突っかかっていく反骨心旺盛な性格だが、その態度をあからさまにしていたことが災いし反魔王派を纏めて押さえつける立場に追い込まれる。人魔大戦では勇者ユリウスと一騎打ちに挑み、敗死した。
当初は第四軍所属であり、忙しい兄に代わって軍団を動かす、実質的な第四軍の指揮官となっていた。
ラース
第八軍団長。その正体は、魔物に転生した転生者のひとり笹島京也。
詳細は、「#主人公サイド」の「ラース」の項を参照。
黒
第九軍団長。その正体は、管理者のひとりギュリエディストディエス。
詳細は、「#主人公サイド」の「ギュリエディストディエス」の項を参照。
白
声 - 悠木碧
第十軍団長。
色白な肌に純白のローブを纏った、すべてが真っ白な少女。勇者ユリウスを腐蝕攻撃で殺害した張本人。ソフィアからは「ご主人様」と呼ばれ、彼女が逆らえない対象。正体は白織。
詳細は、「#主人公サイド」の「白織」の項を参照。
フェルミナ（Phelmina）
種族 - 魔族
第十軍副軍団長。
単純な戦闘力、指揮能力のみならず、渉外業務や書類業務など多岐に渡る能力の高さや人柄の良さは軍団長「白」からも高く評価されており、他の軍団員からも厚く信任されている。元は魔族の名家である侯爵家令嬢であり、若輩ながら魔族の未来を負って立とうとする誇りと自負に満ちた人物だった。
真面目な努力家タイプだったが、高慢で手玉に取りやすい婚約者ワルドの性格を見据えて手加減しながら彼の顔を立てるなど器用な人物でもあった。
しかし魔族の高位貴族子弟たちが通う学園でソフィアが無意識のうちに吸血鬼真祖としての魅了を振りまき、将来の魔族領を担っていくだろう男子生徒たちが軒並み骨抜きにされていく。そのことを危険視し、当然の危惧から排除に乗り出そうとするが、婚約者だったワルドをはじめ魔族上層部に事前に察知されたことによって失敗してしまう。
結果として家名も将来もすべてを失ったところを第十軍団長「白」に拾われる。そこで彼女の手による地獄の特訓を経て、他の軍団員の共々人類の英雄とされる水準のステータスを手に入れ、自身は世界最高峰の暗殺者としてのスキル群を取得していった。その実力は他の普通の軍団長に匹敵するか、もしくは凌駕する水準にある。
根無し草になってしまった自身のことを拾い上げてくれた軍団長に対しては恩義を感じており、彼女のことはご主人様と呼ぶほどである。ただし彼女からの指令で裏仕事を重ねる過程で世界の裏側を知ってしまうなど、なにかと心痛を重ねる日々を送ってくる苦労人でもある。
なお、自身が転落人生を辿る原因となったソフィアに対してはしっかり遺恨を保っており、同僚として認識しつつも互いの性格が気に入らず微妙に嫌い合っている仲である。一方でソフィアの性格を誰よりも理解するものの一人であり、暴走しがちな彼女の目付け役として戦場では行動を共にすることが多い。
ワルド
種族 - 魔族、吸血鬼
第十軍構成員。
元はフェルミナと同じく魔族の名家出身で公爵家の嫡男、彼自身も身分に似合った潜在能力を持つ人物だった。なおワルド自身は外面はいいものの、内面は非常に気位が高くひたすらに負けず嫌いなで克己心が旺盛な性格をしていた。
が、正体不明にも関わずあらゆる方面で自分を上回る才覚を有するソフィアが自分の通う学園に現れ、彼女相手にはどんな努力を重ねても歯が立たない。やがて現状を認めた彼はソフィアを崇拝し、恋慕の視線を向けていくことになる。なお、彼がソフィアに抱いていたのは恋心であると本人は自覚していたが、それとは別にソフィアの種族特性である魅了の力が働いていたことは確かである。
盲目な恋心に任せた彼は婚約者だったフェルミナの追い落とし工作を開始し、彼女の公的な身分は剥奪されることになる。なお、ソフィア本人にとってこれら一連の騒動はあずかり知らないところで起こっている体の認識であり、ワルドについてもほとんど眼中になかった。
一連の事態を知った白織によってソフィアは仕置きを受け、魅了は解除されるもののワルドの恋心に翳りはなく、少しでも彼女に近いところにいたいという一心だけで学園卒業後は第十軍への配属を志願した。
しかし、第十軍の水準は極めて高く、魔族のエリートであるはずの彼ですら大きく穴を開けられていた。その上、軍団員から尊敬されるフェルミナに無礼を働いたワルドには軍団内に居場所がなかった。焦燥した彼はソフィアに眷属としての吸血鬼にしてくれるよう懇願し受け入れられるものの、相変わらずソフィアがワルドに向ける興味は薄かった。肝心のステータスも向上は見られたものの、軍団の水準に追いつけるレベルでもなく諦念が残る結末となった。ただし、ワルドはそれでも後悔はないのだという。

### 古龍/龍
地龍アラバ
地龍の一体で、エルロー大迷宮下層から最下層にかけてテリトリーを構える。他の龍同様、アラバは固有の名前。
平均ステータス4千台、隙ない耐性と龍固有の優秀なスキルを備えた強敵。その上、最下層で同等のステータスを持つ魔物相手に危うげなく勝利を収める知能の高さと豊富な戦闘経験を有する。主人公にとっては初めて明確な形で死の恐怖を味わわせ、誇りのためにもやがて越えなければいけない壁として認識した因縁の相手。
上層から下層へ落下した際、下層から縦穴を利用しての脱出を試みた際の二度に渡って主人公の前に現れ、見逃すかもしくは気づかずに去っていった。やがてステータスを同等にまで近づけた主人公との間に激戦を繰り広げ、一度は主人公の罠にかかって糸で捕縛されたところをありったけの毒玉を喰らいかけるも、主人公への対策スキルを自身の全てのスキルポイントを消費することで取得することで脱出、一転して主人公を瀬戸際まで追い詰める。ただし、主人公の勝ち筋が「アラバに大量のSPを使わせSP切れに追い込む」ことであったため、主人公のスキル『怠惰』のブーストの陰で全力でスキルを駆使し、大量のSPを消耗し続けたことにより主人公の目論見は達成される。アラバはほとんど身動きが取れないほどに弱体化、自身の敗北を悟ると発動中のスキルを全てオフにし、抗うことなく主人公の攻撃を受けて消滅した。
主人公はこの戦いで結果的に勝利したものの、たとえ惨めでも生にしがみつこうとする自分とは異なり、抗うことなく潔く静かに死を受け入れたアラバに憤りを感じるなど、後味の悪さが胸に刻まれることになった。
地龍ガキア
声 - 松山鷹志
古龍のうち一体でエルロー大迷宮最下層を守護する役目を担う地龍たちの長。
強者を認め尊ぶ価値観を持っていた地龍のあり方を最も体現するかのような龍。同胞であるアラバを撃破した主人公に対しても憤りよりも賞賛や可能性の方を感じていたようで、主の意向を無視すると知りながらも主人公を追うアリエルに対し、敗北は必至と知りながらも足止めと割り切った時間稼ぎの捨て駒として挑む。その結果、彼我の戦力差を考えればアリエルの体感では敗北と思うほどに時間を稼がれたようで彼女からは素直に賞賛の声が漏れた。そしてガキアならびガキアと共にアリエルに挑んだ地龍たちの亡骸は主人公がアラクネに進化する際の食料として、主であるギュリエストディエスから提供されることになった。
風龍ヒュバン
翼竜を想起させる姿を持つ風龍の一体で、サリエーラ国・レングザンド帝国間に存在する荒野地帯をテリトリーとする風竜 / 龍たちのリーダー。彼らは旧文明時代の爆弾によって汚染された大地を浄化するという役目を担っている。
口調も性格も軽薄な気取り屋だが、どこか憎めない三枚目的役回りの龍。外見はともかく言動は誇り高い龍の枠に入らないが、一方で除染任務は真摯に果たし、浮上したGフリートを食い止めるべく動員された際は勇敢に死さえ覚悟のうえで戦った。主人公も第一印象のチャラさをずっと引きずりながらも、自身を乗せながら華麗な空戦を成し、敵要塞内への突破口を開いた実力を見て認識を改めている。
最古参の龍の一体ということもあり、速度は3万の大台に乗り、他ステータスも控えめながらも1万以上を数える紛れもない強者。Gフリート落着後は生還し、部下の竜たちとともに同要塞の解体などの新たな任務に従事している。
氷龍ニーア
氷の彫刻や女性的な優美さを思わせる優美な輪郭を持つ龍。人族と魔族の領域を隔てる天険「魔の山脈」の頂点に立つ存在でもある。
性別は女性で口調や性格も高慢で古風な姫を思わせるものだが、遠回しな言い方で好物の酒をねだったり、主へ確かな忠義心を持ちながらも生き汚いところがあるなど、内面は意外と俗っぽいところがある。彼女のテリトリーが常時氷雪と極低温に覆われているのは自身の影響あってのものらしく、その他に地龍ガキアに次ぐ堅さを持つと豪語するなど防御力も非常に高い。
龍としては珍しく搦め手も積極的に用いる老獪さを持つこともあって、これらを駆使して持久戦に回った彼女を倒すのは困難を極める。
本編中では理性なきままにテリトリー内を荒らし回るラースに不快感を覚えつつも彼と遭遇。主君ギュリエディストディエスから受けた転生者は手出し無用との通達を一応守り、境遇を憐れんだこともあって、放置したうえで凍死を待つ方針に切り替える。その後は通行の自由を求めるアリエルに主の威光を借りて挨拶を交わすが、地龍ガキアを倒したこともあって既に開き直っている彼女からは一方的に脅されるという形で終わった。
しかし当のラースは生存しており、思うように動けない主君から足止めをせよという命令を受け、眷属である多くの氷竜 / 氷龍たちを使い潰す羽目になる。彼女自身もラースとの戦いの中で重傷を負うも、主から依頼を受けた主人公とソフィアの対処によって窮地を救われる。
闇龍レイセ
古龍の一体だが、龍の頭を持つ以外はシルクハットを被りスーツを着た等身大の人間という一風変わった容姿を持つ。
時間の停止した空間で「魔王剣」の守護という任に当たっていた。後に同武器が持ち出されて使用された事情もあり第九軍の編成に当たったギュリエストディエスに任を解かれ、外界に戻る。人化した姿を含めて、声も顔も中性的で性別を判別させない人物。
ステータス面では他の古龍とは異なり、すべて1万台と突出した要素はないが「深淵魔法」など強力なスキルを持つ点は高く評価されている。
光龍ビャク
「勇者剣」の近くに侍り守護の任に当たっていた龍。
目撃した勇者ユリウスの見立てによると身の丈も剣と同じほどと小型の龍だが、神話クラスの実力を有していることは間違いないとのこと。勇者剣の力を何に対して振るうかという問いをユリウスに投げかけ、彼の答えを大いに気に入ったことで勇者剣の主として認めた。その後はビャク自身も勇者剣に憑依し、何に対して剣の真価を発揮するかの答えが出る時までその力を封じるという言葉と共に自身は眠りについた。

### その他・不明
ポティマス・ハァイフェナス（Potimas Harrifenas）
声 - 森川智之
太古からエルフの頂点として君臨し続ける族長。一族からは神のような存在として敬されている絶対的存在。自分以外のすべての存在を見下している傲岸不遜なエゴイストで、一々他人の感情を逆撫でせずにはいられない無礼な言動が特徴的。彼にとっては自分の子も多少価値のある駒に過ぎない。一方で大事にあっても戦力の出し惜しみをする傾向にあり、事件ごとに手持ちの戦力を参照しての損得計算を一々行う。
その正体はかつてシステム適用以前の世界でMAエネルギーを発見し、星を食い潰す兵器の設計図を世界各国に持ち込んだ天才科学者。ある目的のため一貫して動いているが、そのためには生命倫理など溝に捨てるような実験や成果を見せ、世界を破滅の間際に追い込んでおきながら素知らぬ顔で居続ける。そのためアリエルをはじめ、彼の本性を知る者からは蛇蝎の如く嫌われている。
長年に渡ってエルフの里から出てこずに、世界各国に手駒を用いた情報網を築く程度で研究はともかく積極的な活動は行っていなかった。手元に転生者のひとり「岡崎佳奈美」が来たことをきっかけに他の転生者に興味を持ち、表向きは彼女の希望に沿う形で誘拐を行ってその多くを手元に拉致した。その過程の中で古くからの敵対者アリエルやダスティンとの抗争を激化させる。
様々な陰謀を巡らせつつ、シュンらとはアナレイト王国に親善大使として赴任することで接触する。ユーゴーたちが引き起こした王国クーデターによってソフィアの手にかかり死亡したかに思われていたが、生存していた。生存のからくりは外界では彼の外見を模した機械人形グローリアなどが代わりに動いているためであり、王国に赴任したポティマスも端末の一体に過ぎない。
よってそれらを叩いたところで本体に痛手を与えることはできない。そのため機械仕掛けの身体に意識を宿した姿は度々本編に登場するが、最期の局面になるまでまで生身の彼自身が登場したことはなかった。基本的にスキルに頼らないか無効化する戦法を利用するが、アリエルによると彼も支配者スキルのひとつ「勤勉」を所有している。
その行動原理は、自分一人が永遠に生きようとするもの、他者を利用して出し抜くことで利益を得ようとするものである。例として敵対関係にあるダスティン、アリエルおよびギュリエディストディエスと共闘した「Gフリート」の一件においても隙あらばアリエルと主人公の殺害を企てたりエネルギーの独占を狙おうとするなどと、終始ひとり勝ちを狙おうとした。
「エルフの里」での決戦においては全戦力を投入して白織とアリエルを殺そうとするが、その思惑のことごとくを上回られ万策尽きる。最後の手段として本体を星間航行可能な宇宙船に載せて宇宙へ逃亡しようとするが、白織に阻止された上、乗り込んだアリエルに深淵魔法をかけられ、魂を分解されて完全かつ永遠に消滅した。
なお、本体は度重なる延命処置の甲斐なく、経年による肉体と魂の劣化によって全く動けず存在し続けるだけの朽ち果てた老人へと成り果てていた。
上記の通り、自分一人が生き延びるために世界を破滅の瀬戸際に追い込んだ、物語の諸悪の根源である。しかしラスボスではなかった（そもそも、この物語にラスボスはいなかった）という、奇妙な立ち位置のキャラクター。
サリエル
異世界の女神。神言教と女神教の信仰の対象でもある。現在はシステムの核として括られており、機械的にシステムメッセージを発し続けている。
女神教の神話では、かつて蜘蛛の姿をした神獣を使役していたとされている。
その正体は「神」によって支配される宇宙の抗体反応として出現すると一説では語られる謎の種族「天使」の一体。星の現住生物、特に人類のことを庇護し、自由意志に基づいた発展を見守っていくという至上命題に則って行動し、当時星に居住していた真なる龍族に人類の排除ないし支配を行わせないための抑止力として星に在住していた。
言動や行動が機械的で杓子定規じみたところはあったものの、彼女がトップに立って運営していた慈善団体「サリエーラ会」、延いては当時のアリエルたちのような体に特質的な体質や疾患を発現させた孤児たちからは慈母のように慕われていた。周囲からも彼女の感情はかなり希薄に思われていたが、サリエル自身は人類という存在を理解し、その在り方に寄り添おうという意志自体は示していた。
D
声 - 早見沙織
世界最悪の邪神を自称する謎の女性。作中では「私」やギュリエディストディエスの眼前に唐突に出現させたスマートフォンを介し声だけで介入するが、底知れなさと美しさや意図を示しつつ、何の感情も悟らせない。他に「死神」や「邪神」、「最終の神」などの異称も並びたてられる、神の世界でも屈指の実力者である。
彼女自身は神らしく人間のことを観察するに留めて直接的な干渉を避ける超然とした存在だが、それとは別に愉快犯的な言動や悪戯が目立つ。本人は邪神だからと言ってそれらについて悪びれる様子を全く見せない。予定調和を良しとせず、不確定性に重きを持ち、結果がどう転んだとしても面白いか否かを行動原理とする。
作品の舞台となった星における管理者の一人に一応数えられているが、ギュリエディストディエスらとは隔絶して強大な存在。また、彼女自身は直接世界の創造や管理運営に携わっているわけではなく、ギュリエディストディエスの求めに応じて「システム」を提供し、彼に一定の制約を課して以後は長く静観の姿勢を取っていた。
彼女自身は架空の人物「若葉姫色」として現代日本で高校生活を楽しんでいたが、先代勇者と先代魔王の次元魔法による攻撃が自身のいた平進高校の教室に炸裂してしまう。この際にD本人にはほとんど影響がなかったものの、自分の巻き添えになって死んだ者たちに最低限の道義的責任を感じ、彼らの魂を保護して異世界に転生させた。
しかし、ほとんど期待していない枠であったのにも関わらず、予想を裏切って厳しい環境で生き延び成長を重ねていく「私」に対していつしか興味を持ちはじめ、観察を経てやがて介入の手を伸ばしていく。将来的には神の領域への到達も期待しており、無為には潰させないと庇護する一幕も作中では何度か見せている。
期待通りに「私」が神化した際には一時的に保護する形で自分の元へ召喚、後に現代日本に呼ぶ形で邂逅を果たした。
その後、白織の恩人である岡崎をエルフに転生させることで過酷な人生を送らせるように仕向けるなど、悪趣味な仕打ちをしていたことが彼女の知るところになり、再度彼女と相まみえる。その際にけじめとばかりに白織からの頭部を粉砕する一撃をあえて数度受けたが、再生に力を使ったことから隠蔽を気取られ神の世界に連れ戻されていった。その間際には観察は続けるものの、干渉は手控える由を述べた。
メイド（冥土）
メイド姿をした謎の女性。新米の神となった白織をして存在を悟らせない雰囲気と逆らえない威圧感を持つ。
Dとは知己らしく、神としての仕事を放り出して雲隠れしていたDの気配を察知して連れ戻していった。彼女らの言動からすると冥界や地獄を管理する神らしき存在。
クイーンタラテクト
蜘蛛型の魔物の頂点に君臨する女王。アリエルに直接分身として生み出された。全世界に五体存在し、それぞれの個体がその地区の魔物の頂点に君臨している。
推定全高30mを越える巨体と平均2万台のステータスを有し、記録では歴代勇者の一人が軍勢と共に刺し違えたのが唯一の討伐例と伝わるなど、冒険者にとっては挑むこと自体が論外な神話クラスのモンスター。
マザー
クイーンタラテクトの一体で、エルロー大迷宮内の全タラテクト種の親となる存在。「眷属支配」のスキルを用い、ピラミッド構造の頂点に立つことで巨大な群れを支配下に置いてきた。
転生した主人公の産みの親であり、上述の呼称もそれにちなんだものだが、双方にとって親子の情といえる物は皆無であり、「私」のみならず、自分の子供であるスモールレッサータラテクトすら貪り食っている。一方で高い知能を持っており、「私」からの精神攻撃で自身のステータスが弱体化しても諦めず、あらゆる策を講じて勝ちを手中に収めようとするなど、「私」と似ている部分がある。
自身の手元を離れ、迷宮内で急激な成長と進化を重ねて支配をも脱却した主人公を発見、直接精神干渉を行うものの、それを察知した主人公に双方の魂のつながりを利用され、自身の魂に主人公の分身といえる「並列意思」を流し込まれ、外道攻撃の応用で魂を少しずつ削られて現実でも少しずつ弱体化していった。
そのことに切羽詰まって主人のアリエルに救援を要請する一方で、自分は傘下のタラテクト種とアリエルが送ったパペットタラテクトで主人公の抹殺を図るも、傘下のタラテクト種とパペットタラテクトは次々と「私」に倒されてしまい配下はほとんど全滅、今度は主人公と交戦するであろう最下層に隠蔽のスキルを用いた罠を仕掛け、彼女を倒しにこちらに来た主人公を仕掛けた罠でことごとく追い詰めたが、主人公の分身である「並列意思」が本体に戻り、更に「並列意思」が食ったマザーのステータスが「私」に上乗せされたことで形勢が逆転、最期は「並列意思」を総動員した主人公の魔法攻撃を受け倒された。

## 用語

### 種族
人族（ひとぞく）
魔族との間で世界の文明圏を二分する知的種族。
地球人と比べ、多様な髪の色をしていることを除き明確な差異はない。魔族同様、魔物の侵入を阻むため城壁を外周とした街作りが基本形である。機械技術を有さないことを除けば、文明レベルは地球における18世紀の水準に相当すると「私」は推察している。
魔族
人族との間で世界の文明圏を二分する知的種族。二つの大陸と多数の国家に分かれた人族とは違い、一個の大陸で「魔王」を頂点に据えた単一国家を形成している。
人族に比べ、長命で老化も遅く強さにおいて平均的には勝るが出生率が低く人口で劣る。その他、外見で明確に人族との間に区別できるような違いは存在しない。文化様式も隣接するレングザンド帝国に似る。
寿命は人族の2~3倍、成人までは人族と同じ速度で成長する。旧文明時代末期にMAエネルギーを用いた進化処置が施された当時の富裕者層がその起源となっており、絶対数の少なさはこれに起因するものである。
人魔大戦
ほぼ全軍が動員された魔族軍によって、人族領国境の要衝となる数個の砦に向けた同時攻撃によって幕を上げた大戦争。
本来の魔族の首脳部に主戦派はいなかったが、滅びかけた世界の再生のために魔王アリエルによって引き起こされた。目的は勝利ではなく双方に死者を出すこと。居住する星に組み込まれた「システム」によって不足しているMAエネルギーの回収にあるため、アリエルは両軍に一定の戦死者を出させると戦力の再編を口実に即座に魔族軍の動きを停止させた。以降、アリエルは彼女が子飼いとする戦力を本命とし、帝国軍を目くらましとする軍勢を組織し「エルフの里」攻略に乗り出すことになる。
エルフ
特徴としては尖った耳介とほっそりとした肢体や極めて長命で秀麗な容姿を持つ、ファンタジー作品における典型的エルフ。成長速度は人族の1/2で寿命そのものは10倍以上。森で暮らす菜食主義者で、弓射や魔法に長けている。
種族全体の傾向として、自尊心が強く他種族に対して極めて排他的。特にハーフエルフに対する蔑視感情が色濃い。世界最高峰の魔物でも突破不可能な結界に守られたエルフの里に本拠を構えており、東京23区程度の面積を持つそこで自給自足して暮らしている。
実体はポティマスが自身の道具として作成した種族であり、大多数のエルフは「量産品」として使い捨ての手駒としてみなされている。なおフィリメスは少し手を入れた「カスタム品」で、彼女を含めた一部の個体は魔物の眷属支配と同じ仕掛けで魂が繋げられており、ポティマスの「スペアボディ」として準備されたもの。
外界で活動するエルフにはポティマスの計画や機械兵器などの裏の顔を知らず、表向き世界平和の通念を従って人族の勢力圏内で善行を働いている者も多い。ただし実際は無自覚のうちに世論をエルフ側に傾け協力者を獲得するための諜報員として活動させられているに過ぎない。フィリメス（岡崎）の転生者の保護活動に賛同し、共に行動したグループもその一派である。
最終的にはフィリメスを除く全てのエルフが主人公と魔王軍に抹殺された。
管理者（かんりしゃ）
作中の舞台となる星で適用されるスキルなどの「システム（後述）」を管理する役割を担う人物の総称。
俗に「神」とも言われ、それに相応しい強大な権限を有しているがシステムの最高責任者「D」によって制限が掛けられており、十全にその力が振るわれる機会は少ない。システムそのものには影響を受けていないため、システム下の星から離れても高度な魔術構築に由来する強大な力に制限はかかることはない。
神
作中の宇宙観における、宇宙を支配する超越的種族の総称。
その定義は一定以上の膨大なエネルギーを宿しているというもので、神たちは後述の「魔術」を用いることで様々な権能を発揮する。星から発生した余剰分のMAエネルギーを糧とするなどことから、宇宙を構成する数多の星は多くの神々によってそれぞれの支配領域に分割されて陰ながら暗闘を繰り返している。
内包するエネルギーが尽きるか、存在の根源である魂を破壊されない限りは不滅であり不老不死の存在である。
真なる龍族
後述の魔物の項に存在する「竜/龍」とは別物。宇宙全体のパワーバランスでも大きな存在感を放ち、幅広く居住している種族である。
長ずればやがて「神」に達することが約束された強大な種であり、ある集団は彼らの文明圏からすれば辺境に当たる旧文明時代の星（本作の主な舞台）にも居住区を設けて潜在的な勢力圏とすることを企図していた。
しかし、システム構築前にギュリエストディエスを除くすべての龍たちは当該の星から去っていった。
転生者（てんせいしゃ）
現代日本の高等学校「平進高校」に通う一般的高校生＋担任教師だったが、冒頭で謎の攻撃に巻き込まれて死亡。前世の記憶を引き継いだまま本作の舞台となる異世界に転生してしまった男女の総称。
転生者には後述のスキルポイントや魂と相性の良い「固有スキル」が付与され、強者に成長しやすい傾向にある。また、転生前後を問わず見目麗しい容姿に生まれるが出生後の環境はまちまち。幼児期に命を落としかねない過酷な環境や、人族ですらなく生存競争を強制される魔物に生まれてしまった者も存在する。性別が変わったり前世とは違う種族に転生した者は人間基準の美的感覚を持ちながら種族的な感覚が強くなっており、異種族（または「同性」）となった存在には異性としての魅力を感じなくなっている。
魔物から進化を重ねて人間に近い姿を獲得した場合、前世に似た顔貌になる。ちなみに主人公は誕生した時点で自力活動可能だったため、大半の転生者より10年以上早く活動を開始している。生まれたのも半年ほど早く、アラクネに進化した時点でも他の転生者は1歳児程度の時期だった。
ちなみに作中の宇宙で多くの世界（＝星）の住人は世界をまたいで転生することが示唆されている。作中の異世界人も同様に転生しているが、他の世界に転生することはない。
冒険者（ぼうけんしゃ）
人族の生活圏に侵入した魔物を駆除する職業者。有力な魔物の発生を確認した場合はその芽を摘むため間引き、街道を移動する交易業者の護衛などにも当たる。
討伐する魔物にはステータスやスキル、生態などを考慮した上で難易度を設定している。内訳は成人男性なら特に留意を必要しない最低クラスの「F」から龍など軍勢規模の動員や各国を代表する強者を必要とする「S」まで幅広い。あくまで人族の強さに準拠した格付けであるため、それを越えた強さの魔物は「オーバーSランク」もしくは太古から存在している「神話クラス」などと呼ばれ、ほぼ対処不可能なものとして扱われる。
勇者（ゆうしゃ）
人族の守護者たるものに贈られる称号。魔族の王としての称号「魔王」とセットとなった存在であり、同時期に一人しかこの称号を付与されることはないため、唯一性が保証されている。魔王が圧倒的強者に与えられる称号であるため、魔王に対して「一時的に致命的打撃を与えうる力を発揮する能力」をもつ。
また、称号とは別にスキルとして「勇者」や「魔王」も存在する。
迷宮の悪夢（めいきゅうのあくむ）
エルロー大迷宮で活動していたころの主人公に人族から付けられた異称。

#### 魔物
竜、蜘蛛などを筆頭に人族魔族問わず被害をもたらすモンスターの総称。いわゆるゴブリンなどの亜人も魔物に含まれる。
自然発生するわけではなく繁殖活動を行い生態系を築くなどは通常の生物に近いが、生存競争を潜り抜けて一定のレベルに達した魔物は「進化」という現象を経て爆発的に能力を上げていき、その結果、ステータス面で人間を凌駕することになるが高位の竜などを除いては知性に乏しく、自意識を持っていてもスキルを自発的に鍛えるという発想を持つものは皆無に等しいため、災害クラスの魔物を除けば人族や魔族でも太刀打ちできるものになっている。
本作の世界観上、人族と魔族の二陣営に分かれた人間種族は一定水準の文明を保ったまま両者が均衡した闘争を行うことが企図され、魔物は人類の戦闘力の向上や転生を円滑に行うための一定の間引きを行う潤滑剤としての役割が大きい。また人類の滅亡自体をシステムは意図していないため、神話クラスなど強さが一定水準に達した魔物は人類の文化圏を離れた未踏地などに居を移すようシステムによって刷り込みが行われており、通常であるならば接触の機会を持つこともない。
タラテクト
蜘蛛型の魔物の総称。魔王アリエルの眷属。
蜘蛛糸と毒牙のスキルをデフォルトで有する。一般人にさえ討伐が可能な最下級の「スモールレッサータラテクト」から一挙手一投足が災害になる最上位種族「クイーンタラテクト」まで同じ進化ツリー内でも強さ・大きさのばらつきが非常に広いことで知られている。ちなみにこれらの魔物は獲物を直接咀嚼しており、現実の蜘蛛に見られる体外消化は行わない。
自らの劣化コピーを生み出すスキル「産卵」によって全ての個体が誕生しているため、オリジナルのアリエルと同じ性別、つまりメス個体しか存在しない。
スモールレッサータラテクト
幼体（スモール）や劣化種（レッサー）と名がつく通りタラテクト種でも最弱の種族。迷宮内の食物連鎖でも最底辺に当たる魔物で、体長も1メートル程度とタラテクト種としては小型。
一桁台から始まるステータスに加え、知能も低く大抵は愚直に突っ込むことしかしないので通常個体の討伐は容易である。稀に造網性の個体がいるが、巣自体は非常に頑強なためこの場合は危険性が跳ね上がる。本体と蜘蛛糸は炎に弱いため、冒険者は対策として着火手段を用意することがセオリーとなっている。
順当に巨大化もしくは、蜘蛛という生物としての精度を突き詰めた上位の種族に「レッサータラテクト」→「タラテクト」→「グレータータラテクト」→「アークタラテクト」という進化ツリーが存在し、いずれもクイーンタラテクトが支配下に置いていた。
一方、主人公は迷宮内で小回りが利かなくなる巨大化を嫌い、また上位の進化を視野に入れて出発点であるこの種から「スモールタラテクト」→「スモールポイズンタラテクト」→「ゾア・エレ」といった小型のタラテクト種を進化ルートとして強くなっていった。
ゾア・エレ
前一対の歩脚先端が鎌状に変化した蜘蛛の魔物。進化条件は「一定以上のステータスと暗殺者の称号を持つ小型の蜘蛛型魔物」であること。鎌状の脚を用いることで極めて強力な「腐蝕攻撃」が可能。この特徴は以後の進化形態すべてに受け継がれることになる。「腐蝕攻撃」によって相手を滅すると共に自身も自滅することから不吉を表す蜘蛛の魔物と言われており、魔物としてはCランクながら「腐蝕攻撃」にさえ注意していれば対処は難しくないとされる。
ゾア・エレに進化してから後述のアラクネに至るまで人族に目撃され、恐怖と慈悲を振りまき続けた結果が主人公に対する異称「迷宮の悪夢」である。
エデ・サイネ
進化前のゾア・エレと同様に前一対の歩脚先端が鎌状で、全体的に黒いが背中に白い髑髏模様を持つ蜘蛛の魔物。進化条件は「ゾア・エレLv20」であること。
進化の際に「腐蝕耐性」を得るが、それ以上に強力な腐蝕属性の「死滅の邪眼」をも得るため、ゾア・エレと同様に普通は自滅するように設計されている。
数十年に一度目撃されるかどうかという大変珍しい魔物であり、出会った瞬間に死が訪れるとも言われ、「死の象徴」と呼ばれる程に恐れられている。
オルトカディナート
知能が高く魔法に精通しと罠などの搦め手もこなすことがある蜘蛛の魔物。進化条件は「一定以上のパラメータかつ魔法スキル所持」であること。ゾア・エレからの進化ツリーで登場。
知能が高いといっても魔物基準、進化ツリーの位置も以降の進化ができない打ち止めのため進化は見送られた。
ザナ・ホロワ
ゾア・エレから派生する蜘蛛型魔物では最上位に位置し、進化ツリー上ではクイーンタラテクトに匹敵する魔物。
管理者Dいわく進化ツリーの途上で腐蝕属性で自滅を誘導するという設計上の罠を配したため、今までに発生が確認されていない種である。一部の攻撃を除けばシステム内で殺害されることがなくなるというスキル「不死」を有している。
アラクネ
蜘蛛の頭部に当たる部位から人間の腰から上の上半身を生やした半人半蜘蛛の魔物。進化条件は『「傲慢」を保持した小型から中型の蜘蛛型モンスターがレベル50に達すること』という厳しい条件を有する。「傲慢」が支配者スキルであり作中の世界では一人しか取得できないため、アラクネも常に2体以上は存在しない魔物となっている。
「叡智」で閲覧できる進化ツリーで存在を知った主人公がコンピューターRPGに見られるデザインを鑑みて魅力的な進化先として認識、人間とコミュニケーションを取る手段は何かと考え、消極的かつ便宜的な目標として進化の目標と据えた種族である。マザーを撃破し魔王の襲撃を切り抜けるなど主人公が数々の苦難を乗り越えた先に進化しただけあり、進化直後でもステータスは平均3万台に到達した。また、彼女の感激は格別で、前世の記憶にある「若葉姫色」そのものの姿を得たことで狂喜のあまり小躍りしていた。上半身はともかく下半身が蜘蛛ということもあって、アリエルたちとの旅の途上では人の街に赴くことができず、街から離れた場所で留守番させられていた。
戦闘面でも糸も出せる器用な指先や広く旋回可能な視界を持つ上半身を得たことで融通を増しており、従来の蜘蛛型の半身の頭脳もそのまま柔軟に姿勢制御を行うなど、二つの身体に二つの脳を持つ、蜘蛛に騎乗した人間とでもいうべき存在となっている。そのため仮に片方の頭脳がやられても、もう一方の頭脳が生きていれば死ぬことはなく行動可能である。
ちなみにタラテクトにとっては通常の進化ツリーから外れた種として設定されており、ザナ・ホロワ同様に人族にとっては未確認の種族である。なお、蜘蛛型の半身の前脚2本は依然として鎌状となっており、主人公はこの脚を自ら切り落として人型が用いる武器として用いることとした。
悪夢の残滓
声 - 悠木碧
エルロー大迷宮に出没するタラテクトの亜種。かつて「迷宮の悪夢」と呼ばれた魔物と似た姿と生態をしていることからそう呼ばれている。
「念話」を介した人語による意思疎通を可能とする高い知能と、高レベルの魔法を使いこなし、個々が各国の精鋭によって討伐が可能というレベルの強さを持っている上に、巨大な群れも形成している。
その正体は主人公が自身のスペアとして「産卵」のスキルで生み出したものが自我を持った個体。マザーを通じた「眷属支配」は途切れているためアリエルではなく、主人公の眷属という形になっている。書籍版では当初は主人公から分離された（アリエルと融合した元・身体担当を除く）9体の「並列意思」が管理していたが、喰らったマザーの魂の影響で人間を嫌悪し、全滅させることが解決の早道という短絡的発想に至る。
彼女たちは「産卵」と迷宮内の生態系を壊すことも厭わない強引なレベリングによって無数の眷属による群れを手駒として形成し、群れを率いて手始めにケレン領都に攻め入る。それから時を置かずにギュリエストディエスの警告によって並列意志の暴走を早期の内に察知した主人公は速やかにこれら並列意志と接敵、交戦に入る。
なお、これら並列意志は主人公とはスキルやステータスを共有する関係にあったが、魂に変化が生じていたためかスキルの主導権は主人公（本体）に握られていた。主人公はスキルをオフにすることで戦闘を速やかに終息させ、9体すべてが宿った肉体を破壊して本体へと回収した。以後彼女たちの存在については作中では触れられていない。また、残った自我も希薄な無数の眷属は主人公による大規模転移魔法によって元いた大迷宮に逆戻りすることになった。
パペットタラテクト
アリエル直属に当たる人形型の魔物、通称「人形蜘蛛」。本体に当たる手のひらサイズの小型の蜘蛛が心臓部に存在しており、糸を介して人型を操作している。6本の腕にはそれぞれ武器を握り、平均ステータスも1万台と高い。マザーに攻撃を仕掛けた主人公の下にアリエルからの援軍として送り込まれ、対人戦闘経験に乏しい彼女を苦戦させたが罠によって11体中7体は撃破される。
残る4体は主人公の監視も兼ねてアリエル一行と行動を共にする。当初はマネキン同然の粗末なルックスだったが、主人公が外装の人形へ糸を駆使した魔改造を施したことによって人間と見分けがつかない美少女へと驚きの変貌を遂げた。この際、主人から「アエル(Ael)」「サエル(Sael)」「リエル(Riel)」「フィエル(Fiel)」と個体名が与えられている。主人公曰く、女子力高いらしい。

ゴブリン
小鬼型の亜人。二足歩行を行い、道具を扱うことと後述の特徴もあって最も人間に近いとされる魔物。種族全体の傾向として生まれながらに武人としての気質を有する。個々のステータスは低いものの、連携能力や武術に長けており個体によってはスキルの取得の方向性もさまざまと個体差が大きい。集団の規模によっても危険性が変動するため、脅威度の算定も難しい。仲間意識が非常に強く、戦いに赴く者の無事を祈って押し花を贈る風習がある。
ゴブリンの精神性を貴ぶ国やゴブリンとの名勝負を題材にした小説も存在するなど、人族とのかかわりも深い。進化をしていない素のゴブリン自体は寿命が十年程度と短く、ステータス自体の低さから戦いの中で命を落とす個体が多い。ただし繁殖力は高く、成長に要する時間も短い。多産と絶対量の多さで多死を補う種族である。
進化の傾向としてはゴブリンとしての種族の精度を突き詰めた「ホブゴブリン」、「ハイゴブリン」など。他の進化ルートとして「オーガ」系列に進化するというものがあるが、通常ゴブリンは種族に誇りを持っているため、こちらを選択することはない。笹島京也が転生した魔の山脈での集落の場合は原始的な狩猟農耕生活を送るなど文明レベル自体は低かったが、素朴で質実剛健な気質が特徴だった。

竜 / 龍
異世界においてタラテクト種と対をなす強大な魔物。
下位の竜は野生生物とさして変わらない知能しか持たないが、進化を繰り返した上位の竜は相応の知性を有する。長く歳を経て竜から進化した「龍」に至っては個体名を持っており、種族の傾向に従いつつ個性豊かなステータスと性格を有する。また、上位竜以上は「逆鱗」など竜種特有の優れたスキルを持っており、魔法をはじめ防御耐性が非常に高い。それに加えて象徴する属性を完全に無効化する。
エルロー大迷宮に生息し、全般的に爬虫類や陸生の恐竜に似た姿を持つ「地竜（龍）」、同じく大迷宮の中層に居を構え海棲生物に似た下位竜から西洋竜に似た上位種へ進化していく「火竜（龍）」、その他に鮫や首長竜に似た「水竜（龍）」など多種多様な種が存在するが、最上位の龍はいずれも希少。
各地に点在する最古参の龍「古龍」たちは管理者ギュリエストディエスの直属の部下であり、各地域の生態系の頂点に君臨するほか、その眷属の竜 / 龍たちを率いて与えられた任務を果たしている。また地龍種は強者に対し敬意を払い、たとえ同胞の龍が倒されてもそのことで恨みなどを抱かず、むしろその同胞を倒した相手を高く評価する。
なお、古龍たちの正体は真なる龍のDNAを元にポティマスが作ったキメラであり、アリエルたち「サリエーラ会」の孤児たちとは源流を同じくする存在でもある。
エルローゲーレイシュー
大迷宮下層に生息。外見と動きを見てタニシと虫を折衷した印象を抱いた主人公からは「タニシ虫」という通称で呼ばれている。
緩慢な動きで地面や壁を這いまわる小型の魔物で、生息数も多い。攻撃性はないが腐蝕属性を持っており耐性を持たない状態で食らうことは即、死を招く。散々毒持ちの魔物の味を経験してきた主人公をして筆舌にし難い凶悪な味だったらしく、初見でなんとなく食べてみた際はHPをすり減らしながらも、既に持っていた腐蝕耐性もあってなんとか完食している。
アノグラッチ
大迷宮下層や人族・魔族境界地帯などに生息。定期的に大繁殖しては巨大な群れを形成する猿の魔物。後述の生態から人族や魔族にも、通称「復讐猿」と呼ばれ、この魔物に手を出してはならないという不文律が伝わっている。
固有スキル「復讐」を有し、個体が死の淵に瀕した時、叫び声もしくは何らかの信号を発して群れの本体にそれを伝達、群れはどのような犠牲を払おうとも殺害の下手人を特定して追い詰め殺すという性質を持つ。
当初はその性質を知る由もなかった主人公が下層探索中、単独で行動していた個体を殺害、所属していた群れ全体による復讐の標的になってしまった。ちなみに襲い掛かった第一陣だけでも50体以上、全体を数えると更に膨大な数を主人公は相手にしたが、それでも同種の中では最小規模の群れに過ぎなかった。
バグラグラッチ
上記アノグラッチの進化形。進化前と比較すると、鰐のように突き出て獰猛な印象を与える大顎が特徴的。
時にアノグラッチの群れに紛れるが、進化前と異なり少数で行動する。ステータスも平均攻撃・防御・速度が500程度に上がっているが「復讐」のスキルを持たないため、危険性が進化前に比べて落ちるという珍しい魔物である。
アノグラッチの進化形であるためか、主人公に襲い掛かる際、足場にしたアノグラッチを踏み殺すなどして攻撃の巻き添えにしても他のアノグラッチに復讐の対象にされることはなかった。ただし群れのリーダーではないためか、バグラグラッチが窮地に陥っても他のアノグラッチが救援行動に出ることはないようである。

### 技術
魔術（まじゅつ）
魔力を認識し、加工することで様々な現象を引き起こす技術体系。システムはこれに則って運用されている。
狭義の「管理者」もしくは広義の「神」は魔術をごく自然に行使することで超常現象を引き起こす。システム内ではステータスとして認識される強大な身体能力や魔法構築なども本来は「神」が一から構築したものである。システム内存在はシステムが自動的に組み上げたそれら魔術を理解せずに受益しているに過ぎない。本来は力とその行使者という形でセットになった関係。結果として起こる現象は同じだが、システムを介さず魔術を使用する難易度は高い。
MAエネルギー
星の生命力や万物の魂に言い換えられる根源的エネルギー。
作中の舞台となった星で過去にとある人間が発見し、世界各国に普及。当時星に在住していた真なる龍族は人類に対して度重なる警告を行うものの、悪化の一途を辿る事態に業を煮やし、一気に殲滅に乗り出すことになった。人類はMAエネルギーを用いた兵器を数多く開発運用し龍に対抗しようとするが、これらの乱用もあって枯渇は一気に加速することになり、当然の帰結として星自体の命運も途絶えかける。その結果、戦争の当事者だった真なる龍族も一人を除いて星を去った。
こうして現代の地球を凌駕するまでに栄えていた機械文明は崩壊し、一気に文明レベルが退行した。それと同時期に後述のシステムが星に適用され、かつての文明の記憶もその後の混乱と時間経過によってごくわずかな識者の記憶に残る程度にまで失われてしまう。現代日本から高校生たちが転生してきたのはそれから長い時間が経ってからとなる。
グローリア
ポティマスおよびその配下のエルフが開発、製造した機械兵器。一般のエルフには存在を秘匿されており、運用に携わる者は限られている。
ポティマスそのままの外見を取りながら実質はアンドロイドで、両腕に機関銃と光弾を発射する砲を搭載した最新型を皮切りに作中では様々なタイプが登場している。頭脳部分には改造された生身の脳が使用されている。
Gフリート、Gメテオ
ポティマスが設計した無人兵器。資金目当てで最初から実用に耐えないと知りつつ某国に売り渡すが、たまさか本当に建造されていた代物。
Gフリートは巨大円盤型の飛行要塞。多数の無人兵器を搭載しているほか、動力部は破壊兵器「GMA爆弾」となっており作動すれば大陸一つが吹き飛ぶ威力を持つ。ポティマス曰く「対龍兵器」であり、ギュリエディストディエスが接近すればそれだけで自爆シークエンスが作動するとされた。ポティマス自身も想定外だった部分としては動力部がグローリア化されていた点が挙げられる。
Gメテオは宇宙にまで打ち上げられた後、手ごろな小惑星を捕えて設定された目標に落下するという質量兵器。Gフリートに手を出せないギュリエディストディエスが対処した。
分体（ぶんたい）
分身体とも。「神」や一部の支配者スキル保有者が自らの魂やエネルギーを分割して作成し、自律性や固有の意思の有無こそあるが目的に応じて行動する端末の総称。
白織の場合は諜報、戦闘、空間など多様な用途に属する万単位の群を魔族領に逗留している間に形成しており、彼女の目や足代わりとなる謀略の駒として運用されている。

### 国家・組織
アナレイト王国
ダストルディア大陸の有力国家。シュンやカティアの転生先。西端部に、エルロー大迷宮のダストルディア大陸側からの侵入口を抱えている。
サリエーラ国
カサナガラ大陸南端部を支配する国家。ソフィアの転生先ケレン領は、この東端部に位置する。
オウツ国
エルロー大迷宮のカサナガラ大陸側からの侵入口を抱える国家。
レングザンド帝国にとっては実質属国扱いされる小国で、大迷宮から得られる富によって国を成り立たせている。魔物を監視するための砦が「迷宮の悪夢」によって崩壊、当の魔物が不仲のサリエーラ国ケレン領内でほぼ無償で治癒を施していると知ったため、それを口実に他の神言教国家からの協力を取り付けたうえで戦争を仕掛けた。
レングザンド帝国
カサナガラ大陸における人族最大の国家。
魔族との勢力争いの最前線に立つ強国。元首およびその太子の号は「国王」と「王子」だが、強さを尊ぶ気風から初代国王の異称を取って国王は「剣帝」とも呼ばれる。
近年ではカリスマだった先代剣帝「レイガー」の唐突な失踪や軍部の重鎮だったティーバ家の断絶によって内情が揺らいでいる。これらには、現剣帝が文治肌だったために歴戦の武官たちから侮られ求心力が低下していること。加えて中央の文官たちが武官たちと対立しつつ、ゆるやかに腐敗しているなどの事情が大きい。
神言教
スキル獲得やレベル上昇に伴って、システムの影響下にあるものの意識内にはその情報を伝えるシステムメッセージが流れる。この声を神の言葉として崇めるのが「神言教」である。
宗教国家「聖アレイウス教国」を総本山とする異世界最大の宗教で、最高位の聖職者である教皇は人族最大の権力者と言われている。勇者およびその補佐を行う聖女の認定にも携わり、教えは人族の間に広く浸透しているが、ひとことでいえば「神の声をより多く聞くために、スキルやレベルを上げよ」というもの。
自然発生するにはいささか無理のある教義である通り、興りは一人の男が人族を存立させ続けるための方便として作り上げたものである。
女神教
神言教に次いで有力な宗教で、サリエーラ国の国教。女神を崇め、日々感謝を捧げることを旨とするが、その教えはひとことで言えば、「スキルを捧げれば救われる」というもの。
実は神言教も女神教も、信じる神は同じであるが、人族の中でそれを知るのは、神言教の中枢部に限られている。
ダズトルディア大陸
全域が人族の勢力圏に当たる大陸。
カサナガラ大陸
世界最大の大陸で人族と魔族が争う地。
エルロー大迷宮
二つの大陸を地下でつなぐ、巨大な地下洞窟。大陸間の水上交通が水龍の跋扈によって寸断されている中、貴重な陸路として人族の間では重宝されている。
大まかに最下層・下層・中層・上層に分かれる、異世界最大のダンジョン。ただし、生息するクイーンタラテクトが地形をブレスなどによって激変させることもあり、構造と言っても大まかな区分でしかない。主人公が数ヶ月で踏破した面積から推察したところ、その一部だけでも北海道に匹敵すると推定した。
上層
大迷宮の入り口となる、一般的な洞窟のイメージに最も近い階層。マザー＝クイーンタラテクトの産卵ポイントであり、つまり主人公が生まれた場所でもある。
生息する魔物は比較的弱いが、毒など搦め手を持つ種も多い。二つの大陸を行き来する交通路としても利用されているのは主にここで、冒険者以外の商人や旅人、調査目的の人物・集団をガイドする「迷宮案内人」と呼ばれる職業も存在する。
中層
灼熱のマグマが流れ、炎への完全耐性を持つ火竜種が悠々と泳ぎまわる階層。冒険者にとっては侵入を試みる階層ですらない。
上位の竜種を除けば、全般的な魔物の強さは上層と大差ないが種族的に火に弱いタラテクト種にとっては侵入、落下自体が致命傷になりかねない地形となって立ちはだかる。主人公は下層でのアノグラッチの大群との戦いを経て中層への道を発見。地形に試行錯誤しながら火竜との戦いを繰り返してレベルを大きく上げていった。
下層
中層の下にある階層。上層と比べ、生息する魔物の強さが一気に跳ね上がる。
中層を経由する通路以外に、マザーが上層との行き来のために貫通させた巨大な縦穴などでも繋がっている。人族にとって未踏の領域ではないのはここから落下して生還したわずかな者の証言による。
最下層
最深部に位置する階層。クイーンタラテクトや古株の地龍などが棲んでいる。

### システム
異世界において「スキル」や「ステータス」などを成り立たせている法則の総称。
従来から異世界に存在した通常の物理法則に上乗せする形で邪神Dによって設計されたが、彼女の趣味によって極めてゲーム的な仕様が各所に設けられている。
本来なら魔力に複雑な工程を経由させないと発動しない「魔法」を比較的簡単に扱うことが出来るよう補助したり、自重を支えることも怪しい巨大な魔物が自由に動けたりと、非常に広域に渡る影響を異世界に対して及ぼしており、異世界の住人たちは意識しないままシステムの恩恵を受けて日々の生活を送っている。
その実態は女神サリエルをシステムの核とし、彼女の自由を奪うことで構築された星の再生システム。原生人類が浪費したことで崩壊寸前になった星のMAエネルギーを人類の魂から補填することが目的である。本来ならば原生人類が転生するたびに蓄積されるはずのエネルギーを魂から回収するため、人類を二陣営に分け、その間に戦乱を煽り続ける。
「スキル」はこのエネルギー回収を円滑にするために作成されたもので、スキル消去や転生する際には「スキルとして積み上げた分のMAエネルギー」がシステムに回収される。ちなみに本来の魂はゆるやかに輪廻に乗るはずだが、システムの影響下にある魂は非常に短いスパンで繰り返させられ、またスキルという余剰物を後付けした上に死の度に引き剥がされる。
そのため、システム稼働から長い時間を経た作中の開始年代では、システムによる酷使からもはや転生することも出来ないほど疲弊して崩壊の瀬戸際にある魂が多く発生している。
ステータス
後述のスキル「鑑定」によって閲覧可能となる数値化されたパラメーター。
種族名、レベル、個体名、HP（ヒットポイント、緑）、MP（マジックポイント、青）、SP（スタミナポイント、黄・赤）が数値と色分けされたバーで表示されるほか、平均的な攻撃能力・防御能力・魔法能力・抵抗力・速度能力、スキルや称号の一覧、所有するスキルポイントが表記される。なお、これらは鑑定のレベルによって閲覧可能な情報量は変化する。
システムから恒常的に施される身体能力向上の魔術がその正体、肉体的な鍛錬でもステータスを上昇させることはできるがレベルアップやそれに伴うスキルボーナスが主な上昇の手段である。なお、人類基準では1千が壁とされる各ステータスの限界を突破できるのは才能や鍛錬の方法に恵まれた一握りに限られる。
一方、魔物の危険度カテゴリのうち最大に位置する「神話クラス」は各ステータス1万以上に達していることが定義とされている。
レベル
他者を殺害することで得られる経験値を貯めることで上昇する、その種族としての強さの目安。レベルアップに伴い、ステータスが上昇しスキル熟練度にボーナスが入る。魔物の場合、低級な種族の場合は多くの場合10が上限でカンストすると進化先が提示され、進化を繰り返した先の上位種族であるほど上限レベルは上がっていく。なお、パーティーを組むなどして複数人が戦闘に参加した際、経験値は共同戦果として共有され、特定の魔物を倒す取得条件を持つ「龍殺し」などの称号もこの際は全員に認められる。
例外的に転生者はレベルアップの際にダメージの回復と状態異常の解除が行われる。回復の際には魔物時代の主人公は脱皮、同じくラースには体が発光する現象が伴った。
システムの崩壊
システムは超巨大な魔術術式であり、その内包するエネルギー量も相当なものである。
実はシステムはその稼働当初から星の再生に関する部分を除き、特定の条件を満たすことで自壊させ、星の再生に必要なエネルギーを回収することができるという仕様が隠されていた。これに気づいた白織はこの方面からのアプローチで世界の救済とサリエルの救出を目論むことにする。
なお条件は厳しく、「叡智」を除いた支配者スキルから得られるシステムへの介入権限「キー」をすべて揃える必要がある。ちなみに十四種類の支配者スキル保有者が揃っていたのはシステム稼働直後の一時期に限られることからもわかる通り、支配者スキルの取得は非常に難しい。
正攻法で自陣営に支配者スキルを揃えることは難しいとみた白織はシステムの外部存在「神」の立場からシステムをプログラムに見立てハッキングを行うことで、自陣営が所持していない「キー」を開錠していく方針に切り替える。一方で開錠難易度にも関わるため、支配者スキルの確保も並列して進めている。

#### スキル
ステータス向上や魔法の使用、特定の属性攻撃の強化をもたらすなど様々な効果を持つ。
種類は多岐にわたるが戦闘に役立つものしか存在せず、現実のネットゲームで言うところの生産系スキルは存在しないが、主人公の蜘蛛糸や毒合成などのように戦闘用に生成されたものが結果的に戦闘以外に利用されることはある。多くの場合では特定の行動や訓練を繰り返すことで、また精神系スキルの場合は様々な感情や思考を体験することによって獲得した熟練度が一定の値に達した際に取得、もしくはスキルレベルが上昇していく。
「スキルポイント」を消費することでも獲得できる。スキルレベルは一部例外を除いて最高は10。カンストするとより上位のスキルがあればそのスキルに進化（上位スキルに上書き）されるほか、カンストが条件となる派生スキルを取得する(この場合はもとのスキルが残る)。また、称号などにより同じ系統のスキルを新たに取得した場合、より上位のスキルの方に統合される。
異世界の文明を成り立たせている存在だが、性質ゆえに一人が持てるスキルには限界がある。上層階級は体系的なスキルの知識を有しており、効率的に子女を育成している。なお、転生者が認識するスキル名や魔法名のほぼすべてが漢字による熟語表記に統一されている。
スキルポイント
レベルアップや経年の際などに加算され、そのポイント内でならスキルの取得を可能とする数値。知的生物はスキルを取得したい旨を意識することでシステムに問い合わせることができ、該当する名前のスキルが存在した場合、スキルポイントを支払うことで即座に獲得することが出来る。
獲得に必要なポイントはスキルとの相性もあって各人で異なり、例としてカティアは「鑑定」を取得するのに1000P必要としたが、シュンや主人公は100Pで取得できた。また転生者はスキルポイントが出生時にボーナスで付加されているが、カティアが「5万P」、シュンが「10万P」、主人公は「100P」など格差がある。

韋駄天（いだてん）
「速度」に上方修正をかけるステータス向上系スキル。ステータス項目ごとに各種ある同系統の中で「速度」における最高ランクのスキルである。
スキルレベル×100分、平均速度に補正がかかり、レベルアップ時にはスキルレベル×10分、ステータスに成長補正が乗る。
主人公は転生特典としてこのスキルを付与されていたため、出生直後からの生存競争を切り抜けることが出来た。ちなみに主人公の前世の記憶によると、当時ハマっていたオンラインゲームの持ちアバターの異名が「韋駄天のハゲさん」である。
同列のスキルとして「天命」、「天魔」、「天動」、「富天」、「剛毅」、「城塞」、「天道」、「天守」が存在し、それぞれHP、MP、SP（黄）、SP（赤）、攻撃、防御、魔法、抵抗に上方修正がかかる。また、それぞれに「補正値＝スキルレベル」の下位スキル、「補正値＝スキルレベル×10 ＆ 成長補正＝スキルレベル」の中位スキルがある。
スキルの特性上、ステータスレベルを上げる前にこれらのステータス系統のスキルを取得・進化させ、スキルレベルを上げておく方が有利に働くため、シュンやカティアは魔物と戦わずにランニング等のトレーニングでこの系統のスキルを強化していた。
蜘蛛糸（くもいと）
蜘蛛型の魔物が有する初期スキル。
粘性や伸縮性などに優れた蜘蛛の糸を体内で生成し、体外に射出することが出来る。糸はレベル1の段階で現実世界の強度に比肩するほどに頑丈であり、主人公はこの糸を駆使して罠を張り、糸自体にも工夫や応用を重ねることで数多くの格上の魔物を拘束し仕留めてきた。
余談だが、蜘蛛糸は魔力伝達媒体としても優秀であり主人公が手慰みに拵えていた「糸玉」は高値で流通することになった。これには上層に主人公がマイホームを構えていた時、焼き打ちにあって本人が逃亡したところをフェイルーンの卵とともに回収されたもので、しばらく同種の魔物を狩ることが流行ったという経緯がある。
関連するスキルに体外に出て物体と認識された糸を含め自由に操作する「操糸」、糸に「斬」属性を付与する「斬糸」、糸による攻撃力を上昇させる補正スキル「糸の才能（天才）」などが存在する。上位スキルの「万能糸」は「蜘蛛糸」に「斬糸」などを統合し、カスタマイズ性を更に上げたスキル。最上位の「神織糸」は着色や質感に至るまで変更を行うことができ、人体の皮膚構造などがもたらす複雑な感触などの再現も可能となる。
過食（かしょく）
ステータス補強スキルのひとつ。これを取得するとステータスのSP（赤）数値の隣に「＋○○」と表記され、上限を超えて喰ったSP（赤）をストックできる。
肉体の容積を超えて喰うことが可能となり、スキルレベル×100分までストックされる。デメリットとして種族によっては「太る」とのこと。上位スキルとして「飽食（ほうしょく）」があり、スキルレベル×1000分までストックされる。主人公は「暴食」が来ると思っていたが、こちらは支配者スキルであり、アリエルが有していた。
属性耐性（ぞくせいたいせい）
何らかの負荷に伴い取得される常時発動型防御スキル。酸・毒・麻痺・炎熱などの物理的耐性から気絶・恐怖・苦痛などの精神的なバッドステータスまで多岐にわたる。
レベル上昇につれて「軽減」や「無効」というスキルに発展することもあるが、基本的に獲得しやすい耐性は得意とする属性攻撃と同種である。種族的な弱点属性を潰すことは困難を極める。また、一部の属性攻撃や魔眼系スキルなどを発動させた際の反動ダメージを抑えるためにも対応する耐性は必須となる。
苦痛耐性
痛覚による行動ペナルティを軽減して行動できる。
低レベルの段階では「痛みを我慢できる」という程度だが最終的には「苦痛無効」から「痛覚軽減」という派生スキルが発生する。つまり「痛覚軽減」が派生するまでは行動ができるだけで痛みは全く軽減されていない。「痛覚軽減」が最終段階に至った際取得できる「痛覚無効」は痛覚を一切感じなくし、危険信号という形の情報だけで受け取ることを可能とする。
なお、同じ痛覚でも外道属性に分類される種の痛みには効果がないため、探知の痛みは軽減できない。
外道耐性
魂に直接攻撃する外道属性に対する防御耐性。
外道魔法や外道攻撃を受けることはもちろん「探知」や「鑑定」などの、情報過多による疼痛等によっても熟練度が獲得できる。魅了など精神を冒すステータス異常への抵抗にも関わることから、外道属性は精神や自我に関わる特質を持っている。
腐蝕耐性
死の崩壊を意味する腐蝕属性に対する防御耐性。
腐蝕属性は強力な一方、反動も強烈で耐性を持たないまま腐蝕属性の攻撃を行うと自滅は必至である。この攻撃を行える者自体がごく少数に限られ、くわえて即死攻撃であること、耐性を得られる称号が稀少であることがあって腐蝕属性（耐性）の運用はかなり難しい。

鑑定（かんてい）
無機物から魔物まで視界に入れて念じたものの情報を得る情報収集系スキル。
レベル1ではそれこそ見ればわかる程度の大雑把なことしかわからないが、レベルの上昇につれて得られる情報は精度を増していく。個体名の表示、ステータスバー・ステータス項目の追加、固有名詞の説明、鑑定した先の二重鑑定などレベルの上昇は目に見えて性能を上げるものとなっている。
主人公が最初にスキルポイントを消費して獲得したスキルであり、当初は性能の低さに「役に立たない」と後悔していたものの次第に手のひらを返して「鑑定様」と持ち上げるまでになっている。転生して右も左もわからなかった主人公にとっては唯一といってよい情報源の上、対魔物戦で失敗して詳細なステータスがわからなくてもそれは彼我の戦力差が開いていることの証明であり、不意打ちと逃走を前提に戦略を組み立てていく彼女にとっては生命線となるスキルである。
一方、人間社会では上層階級に高レベルの鑑定スキルを発動させることが出来る「鑑定石」というアイテムが流通していること、専門の「鑑定士」と呼ばれる職業が存在することからあまり重きを置かれるスキルではない。また、レベリングはあまり効率の良いものではなく、鑑定の常時発動（短時間で多数の対象を鑑定したり、視界内に存在するもの全てを鑑定対象にした場合）は「鑑定酔い」と呼ばれる頭痛や気分の悪化を招く。
なお、鑑定を受けた者は微妙な不快感を味わい、相手の了承を得ずに鑑定を行うことはあまり行儀のいい行為としては扱われず、対象が魔物であるなら敵意の増大を招くなど、便利さの反面意外なデメリットの多さも目立つスキルである。
鑑定石
鑑定スキルと同じ効果を発揮するアイテム。スキル同様にレベルがあり、高レベルの石は場合によっては国宝扱いされる。

探知（たんち）
魔力感知をはじめとしたすべての感知系を統合した情報収集系スキル。
「鑑定」とは逆に、レベル1の段階から莫大な情報が得られるが、使用者は叩き込まれる情報を処理しきれず激痛に襲われ、探知に含まれるスキルの個別発動も出来ず、更に魔法を使うための前提になる「魔力感知」も潰される。
つまり取得したら魔法が使えなくなる、高性能過ぎるためレベルアップも早くさらに実用が遠のくという悪循環に陥る。主人公の場合は「外道無効」を取得できたため使用に耐えることができた。
特性上は何らかの感知系スキルをカンストすることで魂の神性領域を徐々に拡張し取得可能になるスキルと思われるが、主人公の場合は鑑定と同様に相性が良かったのか低スキルポイントで入手できてしまったため、前述の悪循環を味わうこととなり、後に「外道無効」を取得してようやく使用に耐えることができた。
千里眼（せんりがん）
五感強化系スキルのひとつである「視覚強化」から派生し、視野をズームチェンジできるスキル「望遠」のさらに上位のスキル。発展したことで物質透過機能も加わっており、障害物を無視した視界を得る。
さらなる上位スキルの「万里眼」は遠隔視機能も加わっており、一般的な千里眼のイメージに近い。また「邪眼」系スキルとの併用も可能となっている。
並列意思（へいれついし）
自身の意識を分割し、同等の思考を持つ存在を作り出すスキル。劇中では主人公とカティアが習得。
複数の事柄を同時に思考する際それを補助する「並列思考」から発展する。複数の意思が分担することで剣で戦いながら魔法を使うなど、複数の作業を同時処理できる。デメリットとしてスキルの使用中は「意図的な多重人格」ともいえる状態となり、どの意思がオリジナルなのかわからなくなる。
「私」の場合、分離していた並列意思が「アリエルと融合」したり、「マザーの魂を喰った」などの影響で変質した結果、本体とは別の結論を導き出し暴走する事態にも陥った。
産卵（さんらん）
無性生殖を行い、劣化コピーした自身の分身を生み出すスキル。産み出した分身は「眷属支配」を用いれば配下として意のままに動かすことも出来る。産み出せる卵の大きさは母体に依存する。なお、竜をはじめに卵生の魔物は多く確認されているが、作品の記述範囲内でこのスキルの保有が確実なのは最上位のタラテクト種のみである。
「私」はこのスキルによって確保した、自我も存在しないまっさらな肉体に魂を移すことでアリエルの「深淵魔法」を回避した。この事を知ったアリエルはこの手法を疑似的な転生を果たすものと評しており、同時にどこにあるとも知れない無数の卵と幾つかある「並列意思」をすべて破壊しない限り「私」を殺し切れないと判断する。その結果、敵対する道を完全に捨て去ることになった。
吸血鬼（きゅうけつき）
「火竜」や「地龍」などの竜種系スキル同様、レベルアップにつれてアクティブやパッシブなど様々な効果を発揮するスキル内スキルを取得できる種族スキル。
このスキルは保有者が望んだ場合、吸血によって伝染する。保有者は鋭く発達した犬歯を持ち、魔眼などのスキルも付与、直射日光を浴びることや長期間人血を摂取しない場合弱体化する。つまりはパブリックイメージに近い種族としての吸血鬼に変化する。
ソフィアの場合は奇しくも前世において「吸血鬼」というあだ名で呼ばれ、美に対しても渇望があったためか転生特典としてこのスキルが与えられた。これによって「生まれながらの吸血鬼」という条件を満たしたため、吸血鬼のデメリット効果を無視できる称号「真祖」を得て不自由なく人間生活ができていた。
ちなみに「吸血鬼」自体はある種の魔術的措置を星の在来種に施すことで後天的に変化させることで発生する種族である。作中における宇宙では現地の神などによって生態系を乱さないために優先的に駆除対象にされると言及されており、絶対数自体は少ないものの存在はしている。
むしろ定義としては種族というより流行病に近いものとされる。作中のソフィアに関してはDが魔術的措置を先天的に施したのち、後付けの説明としてだけのスキルを付与したため、彼女が吸血鬼であるという一点においてはシステムに依存しないという稀有な例となっている。
禁忌（きんき）
「血縁喰ライ」などネガティブなイメージの称号や支配者スキルなどの獲得、行使などに伴い付与またはレベルアップしていくスキル。
鑑定した際も警句が表示されるだけで、具体的に何が起こるかは明言されない。一見するとメリットも存在しない不安を煽るだけのスキルだが、レベル10に達した瞬間、世界の真実を直接脳内に叩き込まれ理解させられるというデメリット効果を発動させる。また、以後は贖罪意識を煽るシステムメッセージが間断なく保有者に向けて発せられ続ける。
この際に得られる情報は現地出身の人間にとっては時に発狂者を出すほど耐え難いものであり、身の破滅を招く。またこのスキルの獲得は、社会不安を招く恐れから神言教により規制されており、人間社会では発見次第即座に弾圧対象になる。
現地に大した思い入れが無く、また魔物であった主人公にとってこれらのデメリットはほとんど痛痒にならなかったが、邪神Dが仕掛けた上記二段構えの罠のことをえげつないとも評している。主人公は世界の真実についての情報を得たことで、具体的な目標を定めることになった。いわば作品の転機となったスキルのひとつである。ワールドクエスト発生時には異世界の全生物にインストールされ、異世界側に限ってはシステム成立時からの転生履歴も閲覧できるようになった。
n%I＝W
転生者に必ず付与されている謎のスキル。鑑定不可。別の見方をするならば「このスキルを保持している≒転生者」となる、転生者の証とも言える。
効果は判明しているものだけでも、システムメッセージなどを日本語に翻訳する、レベルアップ時に保有者を全快させるなどがある。
また、転生者が死亡した時にシステムの転生ではなく、元の世界の転生の輪に戻す効果もある。
念話
文字通り、頭に思い描いたことを言葉として周囲の他者に伝達することができるスキル。作中では発声機能を持たない魔物や赤子が、他者とコミュニケーションを取るために使用した。
ただし、念話の内容は第三者から傍受される危険性もある。また、翻訳機能は付いていないため、転生者が取得する際は現地語を併せて習得する必要がある。上位スキルに遠隔地にいる他者との意思疎通を行うことができる「遠話」が存在し、神言教はこのスキルの保有者を各地に配置することで情報網を円滑に運用している。

##### 支配者スキル
他のスキルとは一線を画す強力なスキル。傲慢・怠惰・色欲・強欲・憤怒・嫉妬・暴食の七大罪シリーズと、慈悲・忍耐・救恤・節制・勤勉・謙譲・純潔の七美徳シリーズ、加えて「叡智」の15種類が存在し、スキル自体にも相当なステータス補正効果があるが、「○○の支配者」という称号も与えられてチート級スキルも取得、更なるステータス補正や取得スキルの解禁もされる。
また、支配者スキルの所持者は「禁忌」カンストもしくはなんらかの方法によって解禁されるメニューを通して「支配者権限」を確立させた場合管理者に対していくつか要望を通す権限付与がされる。ただし、この権限などを行使した場合は保有者の魂が消耗していくという大きなデメリットが付随する。
権限の一例としては消耗が軽いため、主人公も多用した他者からの鑑定妨害や反動が非常に大きい他者のスキル消去など。また、スキル保有者の精神には初代保有者の性格にちなんだ精神汚染という形で悪影響を与える。これらの事柄から支配者スキルは一部例外はあるものの、総じて保有者を自滅に誘導していく危険なスキルである。
傲慢（ごうまん）
取得する経験値と熟練度を大幅に上昇させ、各能力の成長値も上昇させる支配者スキル。反面、所有者は経験値を得るために好戦的になり、本人のキャパシティを無視して経験値を溜め込み、その結果、最終的には自滅に至ることも多い。
付属する「傲慢の支配者」の称号は更に能力値を嵩上げする効果と、暗黒系魔法の最高位である「深淵魔法」と効果不明の「奈落」という2つのスキルを得る称号。
怠惰（たいだ）
発動者を除く周辺の存在すべてのHP・MP・SPの消費を大幅に増加させる支配者スキル。
支配者スキルとしては例外的に精神にほぼ変容が生じないが、これは周囲の足を引っ張ることで強制的に怠惰にさせるという一種の皮肉を込めたスキルであるため。
色欲（しきよく）
対象者に「催眠」「洗脳」「魅了」のステータス異常を付与する支配者スキル。被与者は従来の価値観を無視し自覚もないうちに、付与者の意のままに従わせられることになる。MP消費も発生し、継続的に支配下に置くためには高い頻度で重ね掛けをする必要こそあるなど制約も存在する。
持続時間が極端に短く実用が難しい通常の「洗脳」に比べて「色欲」の効果は極めて強力であり、通常の手段での解除も難しい。
強欲（ごうよく）
殺した相手のステータス・スキル・スキルポイントを一部奪う事が出来る支配者スキル。奪えるステータス・スキル・スキルポイントはランダムであり自分の望むものだけを奪う事は不可能。
付随する「強欲の支配者」は「征服」と「鑑定（LV10）」の2つのスキルを得る効果がある。
憤怒（ふんぬ）
自らを狂戦士と化す支配者スキル。理性を失う代わりに全ステータスを飛躍的に上昇させる。
戦闘力を飛躍的に上昇させるが肉体を制御不能となり、スキルが解除されるまで本能的に戦闘や殺戮を続ける。一度発動すると解除不能になる恐れもある。
下位スキルは「怒」およびその上位の「激怒」。主人公は下位スキルを獲得した際に一度試したが、その時点で危険と判断して以降は一度も発動していない。
嫉妬（しっと）
相手のスキルを強制的に使用不能とする(封印する)支配者スキル。発動が遅く時間を相当に要する欠点があるが、同等の支配者スキルにも有効。
下位スキルは「羨望」およびその上位の「妬心」。
暴食（ぼうしょく）
あらゆるものを可食とし、自らのエネルギーにすることが出来る支配者スキル。物質のみならず、魔法や結界なども対象になる。
慈悲（じひ）
システム内で唯一と思しき「死者蘇生」の機能を持つ支配者スキル。
MP消費は大きく、遺体の損壊状態や死亡から数分経過などで効果を発揮しなくなるなど制約も大きいが、最大のデメリットとして効果を発揮するだけで「禁忌」のスキルレベルが1ずつ上昇していく。ひそかに取得していたシュンは不安を覚えつつも大切な人の蘇生のために否が応にも発動する事態に追い込まれるが、最終的には自分を庇ったアナに使用したことで管理者Dが用意した「禁忌」の罠にかかることになった。
忍耐（にんたい）
MPを消費することでHPを1P残し、死亡を回避する支配者スキル。
付属する「忍耐の支配者」の称号は、防御・抵抗の能力上昇、邪眼系スキルの解禁。耐性系のスキル熟練度に＋補正がかかる。外道耐性の最終形であるスキル「外道無効」と、システム内に蓄積された罪科に応じた抵抗不可ダメージを与えるスキル「断罪」を得る。
節制（せっせい）
前世の記憶を保持したままの転生を可能とする支配者スキル。実質的な不死に等しくなる。
叡智（えいち）
主人公の何気ない愚痴を聞き入れた管理者Dが探知と鑑定を統合して作成した新たな支配者スキル。支配者を含む他者のステータスを一通り閲覧可能とし、存在するスキルと取得に必要なスキルポイントを全て確認できるという機能を有する。従来の探知に加えオートマッピング機能や一度鑑定したものの位置を把握する追跡機能も含有している。
付属する「叡智の支配者」の称号は、システム内における魔法構築などを最大限にまで補助、補正するスキル「魔導の極み」と各種魔法関連ステータスを＋補正および成長補正するスキル「星魔」を得る。
以下は本編開始時点から最新時点における支配者スキル所持者およびその推移であるが、Web版と書籍版で所持者が異なるため一覧として表記する。
主人公は神化に伴いシステムの影響から外れ、彼女が所持していた支配者スキルはすべて空位となっている。
| 支配者スキル | 書籍版のスキル所持者            | Web版のスキル所持者                     |
| ------------ | ------------------------------- | --------------------------------------- |
| 傲慢         | 私→空位                         | 同左                                    |
| 怠惰         | 私→空位                         | 同左                                    |
| 色欲         | ユーゴー・バン・レングザンド    | ユーゴー・バン・レングザンド→空位       |
| 強欲         | ユーゴー・バン・レングザンド    | ユーゴー・バン・レングザンド→スーレシア |
| 憤怒         | ラース                          | ラース→空位                             |
| 嫉妬         | ソフィア・ケレン                | 同左                                    |
| 暴食         | アリエル                        | 同左                                    |
| 慈悲         | シュレイン・ザガン・アナレイト  | 同左                                    |
| 忍耐         | 私→メラゾフィス                 | 同左                                    |
| 救恤         | 私→フィリメス・ハァイフェナス   | 同左                                    |
| 節制         | ダスティン                      | 同左                                    |
| 勤勉         | ポティマス・ハァイフェナス→空位 | 同左                                    |
| 謙譲         | アリエル                        | 同左                                    |
| 純潔         | 空位                            | カルナティア・セリ・アナバルド          |
| 叡智         | 私→空位                         | 同左                                    |

##### 魔法
魔力を用いて超常現象を引き起こす技術。前述の「魔術」の中でもシステムの影響下にある星の住人が魔法スキルの補助を受けて発動するもののみを指す。
使うためにはまず魔力を認識し、それに干渉する必要がある。干渉した魔力を「術式」に流しこむことで、魔法は発動する。スキルの魔法スキルはこの術式に当たり、これの種類によって魔法の効果は大きく異なる。実は魔法スキルは、魔法の発動を補助するだけに過ぎず、術式の構造さえ知っていれば魔法スキルがなくても魔法の発動は可能。ただしスキルなしでの魔法の発動は術式の難易度が高くて効率が悪いため、ふつうはやろうと思ってもできないといわれている。
深淵魔法（しんえんまほう）
「影魔法」「闇魔法」「暗黒魔法」と段階を踏んで強化されていく暗黒系魔法の最高位に位置する魔法。
レベル1の「地獄門」の時点で炸裂地点の地形を消滅させるなど威力は魔法の中でも群を抜いているが、構築難易度は非常に高く発動にかかる時間の長さから実戦での使用は難しい。「叡智」など各種スキルの後押しを受けた主人公でさえ専業の「並列意思」を必要とした。なお、レベル2以降の魔法の内容は曖昧だが物騒な記述に終始しており、実際に発動させた際に何が起こるのかは不明。
魂を分解するという裏効果を有しており、この効力は「不死」さえ貫通して対象を滅しきれる。
下位魔法の「影魔法」は影を操る魔法、レベル10までの内容を見た後も主人公は微妙と評した。反面「闇魔法」「暗黒魔法」は実用性のある攻撃魔法が揃っており、主人公は闇属性の球体を発射する「闇弾」「暗黒弾」などを使用している。
空間魔法（くうかんまほう）
空間転移や空間の切断など、空間に関する特性を有する魔法。上位魔法に「次元魔法」が存在する。
利便性が高い反面、構築難易度は高く、常人が実用の域に達するためには他のスキルを捨ててすべてこのスキルの鍛錬に費やす覚悟が必要になる。実用的な「長距離転移」を行える術者となれば、事実上、国家の要人専属となる非常に希少な魔法である。
習得できる魔法は対象となる目標物を設定する「座標指定」(その他の空間魔法と組み合わせて使用する)にはじまり、所有物を異空間に収納または取り出す「空納」など。
特定の地点間を双方向でつなぎ、長距離転移を行う「転移門」など似た特性を持つ物品も存在するが、そちらも戦略的観点から国家の厳重な管理下にあることが多い。なお、主人公は闇属性や腐蝕属性に並んで空間属性に対する高い適性を持っており、習得して以降は戦略の要として使いこなしている。

#### 称号
特定の行動を取ることによってシステムから付与される呼称。上述の支配者スキルを含めて「特定のスキルを取得した場合」にも付与される。
称号ひとつにつき2つのスキルが獲得した者に与えられるほか、種類によってはスキルとは別にステータス補正などの効果を持っている。なお、スキルと異なり称号は状態的に発動するため、意識的に保有者が効果をオフにすることはできない。
悪食（あくじき）
毒物やそれに準ずる物質などを一定期間、摂取した者に付与される称号。
付与スキルは「毒耐性」と「腐蝕耐性」。効果は消化器が強化される。ただし限度はあり、元々の耐性が低いと肝臓などが毒素を処理しきれず病気になる。
血縁喰ライ（けつえんぐらい）
肉親や血縁者を喰らった者に付与される称号。魔物に転生した者が、転生先の親もしくはきょうだいである魔物を喰らった場合も同様。
付与スキルは「外道魔法」と「禁忌」。
暗殺者（あんさつしゃ）
不意討ち等による暗殺攻撃の成功回数が一定に達した者に付与される称号。
付与スキルは「隠密」「影魔法」。効果は不意討ち等の攻撃にダメージボーナスが付与される。
毒術士（どくじゅつし）
毒物または毒攻撃を一定量使用した者に者に付与される称号。
付与スキルは「毒合成」「毒魔法」。効果は毒属性が強化される。
糸使い（いとつかい）
糸による攻撃を一定回数行った者に付与される称号。
付与スキルは「操糸」「斬糸」。効果は糸による攻撃力が増加する。
無慈悲（むじひ）
無慈悲な行動をした者に付与される称号。例として、身動きのとれない相手を容赦無く仕留めた者等。
付与スキルは「外道魔法」「外道耐性」。効果は罪悪感を覚えなくなる。
恐怖を齎（もたら）す者
周囲（魔物も含めて）に恐怖感を一定以上味わわせた者に付与される称号。
付与スキルは「威圧」「外道攻撃」。効果は自身の姿を見た者に外道属性「恐怖」を与える。この効果を発動させたまま「私」が行動したことによってエルロー大迷宮上層の魔物たちは「私」に追われての大移動を行うことになる。

殺戮者（さつりくしゃ）
人族、魔族、妖精（エルフ）、魔物など特定の種族をそれぞれ一定数殺害した際に付与される称号。下位の称号は〇〇殺し、上位の称号は〇〇の天災。
魔物殺し（まものごろし）
魔物を一定数撃破した者に者に付与される称号。
付与スキルは「強力」「堅固」。効果は魔物に与えるダメージが微量に増加する。
魔物の殺戮者（まもののさつりくしゃ）
魔物殺し（まものごろし）よりも更に魔物を一定量撃破した者に付与される称号。
付与スキルは「剛力」「堅牢」。効果は魔物に与えるダメージが魔物殺し（まものごろし）より増加する。
竜殺し（りゅうごろし）
竜種の魔物を一定数撃破した者に付与される称号。
付与スキルは「生命」「竜力」。効果は竜種の魔物に与えるダメージが微量に増加する。

## 作風・制作背景
主人公である蜘蛛に転生した“私”とソフィア（血）、ラース（鬼）らを中心とする本編サイドとその未来の時間軸からはじまる“シュン（S）”を中心とした人族サイドの視点が交互に入れ替わり、一見無関係に進行しているふたつの視点が、実は密接に関係していることが判明していく、という群像劇。Web版と書籍版の基本設定は同じだが、細かい差異や展開の違いも存在する。
コミカライズ版は書籍版に準拠しているが、一部を除き主人公視点のみで展開される。ちなみに、コミカライズ版は輝竜司のキャラクターデザインが再現できない、マンガ表現には適さない、などの理由から、主人公をはじめ一部のキャラクターがデフォルメされたオリジナルデザインに変更されている。
作者は執筆開始の1年前から『小説家になろう』の作品を読みはじめ、特に『転生したらスライムだった件』の影響を強く受け、異世界転生の中でも「魔物転生」と呼ばれるジャンルに該当する本作の連載を開始した。作品構築にあたっては、当時、同サイトで流行していたお約束を意図的に外す定石外しを行っている。また、コミカライズ担当者のかかし朝浩との対談の中で、ゲーム『モンスターハンター』のファンであり、主人公の戦闘スタイルに影響を受けたとも語っている。主人公をクモに設定したのは、その日に偶然「でっかいクモに追いかけられる夢」を見たからだという。
巻の進行につれ、Web版から展開を軌道修正した結果、1巻では全体の3分の1、2、3巻では半分以上が加筆修正されており、6巻以降は全文書き下ろしとなっている。

## 既刊一覧

### 小説
- 馬場翁（著）・輝竜司（イラスト） 『蜘蛛ですが、なにか？』 KADOKAWA〈カドカワBOOKS〉、全16巻
  1. 2015年12月15日初版発行（12月10日発売[23]）、ISBN 978-4-04-070829-4
    - 『限定キャラクターデザイン集同梱パック』、同日発売[24]、ISBN 978-4-04-073930-4

  2. 2016年3月15日初版発行（3月10日発売[25]）、ISBN 978-4-04-070849-2
    - 『限定キャラクターデザイン集同梱パック』、2020年12月10日発売[26]、ISBN 978-4-04-073931-1

  3. 2016年7月15日初版発行（7月9日発売[27]）、ISBN 978-4-04-070942-0
  4. 2016年10月15日初版発行（10月8日発売[28]）、ISBN 978-4-04-072062-3
  5. 2017年2月10日初版発行（同日発売[29]）、ISBN 978-4-04-072186-6
  6. 2017年6月10日初版発行（6月9日発売[30]）、ISBN 978-4-04-072325-9
  7. 2017年10月10日初版発行（同日発売[31]）、ISBN 978-4-04-072482-9
  8. 2018年3月10日初版発行（同日発売[32]）、ISBN 978-4-04-072483-6
  9. 2018年7月10日初版発行（同日発売[33]）、ISBN 978-4-04-072792-9
  10. 2019年1月10日初版発行（同日発売[34]）、ISBN 978-4-04-912128-5
  11. 2019年7月10日初版発行（同日発売[35]）、ISBN 978-4-04-072795-0
  12. 2020年1月10日初版発行（同日発売[36]）、ISBN 978-4-04-073448-4
  13. 2020年7月10日初版発行（同日発売[37]）、ISBN 978-4-04-073699-0
  14. 2021年1月10日初版発行（1月9日発売[38]）、ISBN 978-4-04-073926-7
    - 『ドラマCD付き特装版』、同日発売[39]）、ISBN 978-4-04-073932-8

  15. 2021年12月10日初版発行（同日発売[40]）、ISBN 978-4-04-074354-7
    - 『イラスト小冊子付き特装版』、同日発売[41]、ISBN 978-4-04-074371-4

  16. 2022年1月10日初版発行（1月8日発売[42]）、ISBN 978-4-04-074356-1
    - 『短編小説小冊子付き特装版』、同日発売[43]、ISBN 978-4-04-074372-1

### 漫画
かかし朝浩による漫画が『ヤングエースUP』にて2015年12月22日から連載開始。「私」視点を中心に描く形となっており、その他の視点は単行本で書き下ろされる。
また、グラタン鳥によるスピンオフ漫画『蜘蛛ですが、なにか？ 蜘蛛子四姉妹の日常』が同誌にて2019年7月18日から連載開始。主人公を含めた並列意思が4体に分裂してしまったというifストーリーなのだが、本編と違って敵であるキャラ達をも巻き込んだ完全なギャグストーリーとなっている。
- 馬場翁（原作）・輝竜司（キャラクター原案）・かかし朝浩（作画） 『蜘蛛ですが、なにか?』 KADOKAWA〈角川コミックス・エース〉、既刊15巻（2025年3月10日現在）
  1. 2016年7月9日初版発行（同日発売[45]）、ISBN 978-4-04-104551-0
  2. 2016年12月3日初版発行（同日発売[46]）、ISBN 978-4-04-104885-6
  3. 2017年6月9日初版発行（同日発売[47]）、ISBN 978-4-04-105646-2
  4. 2017年12月29日初版発行（同日発売[48]）、ISBN 978-4-04-106395-8
  5. 2018年7月10日初版発行（同日発売[49]）、ISBN 978-4-04-107058-1
  6. 2019年1月10日初版発行（同日発売[50]）、ISBN 978-4-04-107061-1
  7. 2019年7月10日初版発行（同日発売[51]）、ISBN 978-4-04-107059-8
  8. 2020年3月4日初版発行（3月3日発売[52]）、ISBN 978-4-04-108936-1
  9. 2020年10月10日初版発行（同日発売[53]）、ISBN 978-4-04-109922-3
  10. 2021年4月9日初版発行（同日発売[54]）、ISBN 978-4-04-109923-0
  11. 2021年11月10日初版発行（11月9日発売[55]）、ISBN 978-4-04-112021-7
  12. 2022年10月7日初版発行（同日発売[56]）、ISBN 978-4-04-112966-1
  13. 2023年7月10日初版発行（同日発売[57]）、ISBN 978-4-04-113909-7
  14. 2024年4月9日初版発行（同日発売[58]）、ISBN 978-4-04-114829-7
  15. 2025年3月10日初版発行（同日発売[59]）、ISBN 978-4-04-115941-5
- 馬場翁（原作）・輝竜司 / かかし朝浩（キャラクター原案）・グラタン鳥（漫画） 『蜘蛛ですが、なにか？ 蜘蛛子四姉妹の日常』 KADOKAWA〈角川コミックス・エース〉、全6巻
  1. 2020年3月4日初版発行 （3月3日発売[60]）、ISBN 978-4-04-109230-9
  2. 2020年10月10日初版発行 （同日発売[61]）、ISBN 978-4-04-109469-3
  3. 2021年1月9日初版発行 （同日発売[62]）、ISBN 978-4-04-110921-2
  4. 2021年4月9日初版発行 （同日発売[63]）、ISBN 978-4-04-110924-3
  5. 2021年11月10日初版発行 （11月9日発売[64]）、ISBN 978-4-04-112016-3
  6. 2023年1月10日発売[65]、ISBN 978-4-04-113053-7

### 関連書籍
- 『蜘蛛ですが、なにか？ Ex』、2020年12月10日初版発行（同日発売[66]）、ISBN 978-4-04-073564-1
  - 設定資料集や店舗特典SS集、作者インタビューが収録されている。
- 『蜘蛛ですが、なにか？ Ex2』、2023年2月10日初版発行（同日発売[67]）、ISBN 978-4-04-074852-8

## テレビアニメ
2018年8月にアニメ化企画進行中であることが、2020年1月にテレビアニメ化がそれぞれ発表され、2021年1月から7月までAT-Xほかにて連続2クールで放送された。当初は2020年内の放送を予定していたが、新型コロナウイルスによる制作への影響を受けて翌年からの放送となった。また、最終回となる第24話は最速放送予定日の前日となる6月24日に放送延期が発表され、約1週間遅れで別枠での放送となった。

### スタッフ
- 原作・シナリオ監修 - 馬場翁[17]
- 原作イラスト - 輝竜司[17]
- 監督 - 板垣伸[17]
- 助監督 - 上田慎一郎[17]
- シリーズ構成 - 馬場翁、百瀬祐一郎[17]
- キャラクターデザイン - 田中紀衣[17]
- モンスターデザイン - 鈴木政彦、ヒラタリョウ、木村博美[17]
- メインアニメーター - 吉田智裕[17]
- 美術監督・美術設定 - 長岡慎治[17]、江島浩一（途中から）
- 色彩設計 - 日比智恵子[17]
- 撮影監督 - 今泉秀樹[17]
- 編集 - 櫻井崇[17]
- CGディレクター - 山口一夫[17]
- CG制作 - exsa[17]
- 音響監督 - 今泉雄一、板垣伸[17]
- 音楽 - 片山修志[17]
- 音楽プロデューサー - 若林豪[74]
- 音楽制作 - KADOKAWA[74]
- プロデューサー - 倉兼千晶[74]、吉岡拓也[74]、若山侑玲亜[74]、黒須信彦[74]、德村憲一[74]、長谷川嘉範[74]、中東豊和[74]、尾形光広[74]、礒谷徳知[74]
- アニメーションプロデューサー - 白石直子[74]、櫻井崇[74]
- アニメーション制作 - ミルパンセ[17]
- 製作 - 蜘蛛ですが、なにか？製作委員会[17]

### 主題歌
「keep weaving your spider way」
安月名莉子による前期オープニングテーマ。作詞・編曲はタナカ零、作曲は山崎真吾。
「がんばれ！蜘蛛子さんのテーマ」
「私」（悠木碧）による前期エンディングテーマ。作詞は烏屋茶房、作曲・編曲は橘亮祐と篠崎あやと。
令和3年アニソン大賞ではキャラクターソング賞を受賞した。
「Bursty Greedy Spider」
鈴木このみによる後期オープニングテーマ。作詞・作曲は草野華余子、編曲は草野華余子と岸田教団&THE明星ロケッツの岸田。
「現実凸撃ヒエラルキー」
「私」（悠木碧）による後期エンディングテーマ。作詞はhotaru、作曲・編曲は神田ジョン。

### 評価
第6回クランチロール・アニメアワードではBest VA Performance (JP)（最優秀声優賞日本語部門）で悠木碧が、Best Ending（最優秀エンディング賞）では「がんばれ！蜘蛛子さんのテーマ」がそれぞれノミネートされた。

### 各話リスト
| 話数      | サブタイトル                       | 脚本         | 絵コンテ          | 演出                | 作画監督                                                       | 総作画監督        | 初放送日      |
| --------- | ---------------------------------- | ------------ | ----------------- | ------------------- | -------------------------------------------------------------- | ----------------- | ------------- |
| thread 1  | 転生、異世界？                     | 百瀬祐一郎   | 板垣伸            | 田辺慎吾            | 吉田智裕                                                       | -                 | 2021年 1月8日 |
| thread 2  | マイホーム、炎上？                 | 百瀬祐一郎   | 板垣伸            | 上田慎一郎          | 小堤悠香 櫻井祐哉                                              | 吉田智裕          | 1月15日       |
| thread 3  | 地竜（龍）、ヤバい？               | 広田光毅     | 板垣伸            | 田辺慎吾            | 小堤悠香                                                       | 吉田智裕          | 1月22日       |
| thread 4  | 猿、ホアー？                       | 百瀬祐一郎   | 上田慎一郎 板垣伸 | 上田慎一郎          | 吉田智裕                                                       | -                 | 1月29日       |
| thread 5  | なまずって、おいしい？             | 広田光毅     | 板垣伸            | 田辺慎吾            | 吉田智裕                                                       | -                 | 2月5日        |
| thread 6  | 勇者と、魔王？                     | 百瀬祐一郎   | 板垣伸            | 上田慎一郎          | 奥田泰弘 小堤悠香 櫻井祐哉 高瀬言 プロダクション・フォッシュ   | 吉田智裕          | 2月12日       |
| thread 7  | 王子たち、青春する？               | 広田光毅     | 板垣伸            | 田辺慎吾            | 小堤悠香 櫻井祐哉 板垣伸                                       | 吉田智裕          | 2月19日       |
| thread 8  | 私、死す？                         | 百瀬祐一郎   | 板垣伸            | 上田慎一郎          | 吉田智裕                                                       | -                 | 2月26日       |
| thread 9  | アイキャントスピーク、イセカイゴ？ | 広田光毅     | 板垣伸            | 田辺慎吾            | 吉田智裕 八田典子                                              | -                 | 3月5日        |
| thread 10 | このじじい、誰？                   | 広田光毅     | 上田慎一郎 板垣伸 | 上田慎一郎          | 木村博美 八田典子 吉田智裕                                     | -                 | 3月12日       |
| thread 11 | 次回、決戦？                       | 百瀬祐一郎   | 田辺慎吾 板垣伸   | 田辺慎吾            | Kim Seok Young Lee Sang Jin                                    | 吉田智裕          | 3月19日       |
| thread 12 | 私の戦いは、これからだ？           | 百瀬祐一郎   | 板垣伸            | 上田慎一郎          | 吉田智裕                                                       | -                 | 3月26日       |
| thread 13 | やったー、外だー 私は自由……だ？    | 百瀬祐一郎   | 板垣伸            | 田辺慎吾            | Hwang Mijeong Park Hyeran Lee Jeong gwon                       | -                 | 4月9日        |
| thread 14 | おまえ反逆？ 私、自虐              | 広田光毅     | 板垣伸 小林大地   | 上田慎一郎 白石道太 | 八田典子 木村博美 吉田智裕 板垣伸                              | -                 | 4月16日       |
| thread 15 | マザー、からの厄介蜘蛛人形？       | 百瀬祐一郎   | 板垣伸            | 田辺慎吾            | Seed                                                           | 吉田智裕          | 4月23日       |
| thread 16 | フライング、ゲット？               | 広田光毅     | 板垣伸            | 上田慎一郎          | Kim Seok Young Lee Byung Seok Shin Min Seop 魏旭龙 谢鑫 金元会 | 吉田智裕          | 4月30日       |
| thread 17 | 私、なにしてる？                   | 中西やすひろ | 板垣伸            | 田辺慎吾            | 吉田智裕 升谷有希                                              | -                 | 5月7日        |
| thread 18 | みんな、腹黒くね？                 | 百瀬祐一郎   | 板垣伸            | 白石道太            | 木村博美 吉田智裕 八田典子                                     | -                 | 5月14日       |
| thread 19 | ひらけ、同窓会？                   | 広田光毅     | 板垣伸            | 田辺慎吾            | Kang Dong Ha Lee Seong Hee Jeon Jong Min                       | 吉田智裕          | 5月21日       |
| thread 20 | 私のせいじゃない、よね？           | 百瀬祐一郎   | 板垣伸            | 上田慎一郎          | 北条直明 杉本幸子 鶏池一馬 岩崎亮 川村敏江                     | 木村博美 吉田智裕 | 5月28日       |
| thread 21 | 私、出番ないってか？               | 中西やすひろ | 板垣伸            | 田辺慎吾            | WEI XULONG                                                     | 吉田智裕          | 6月4日        |
| thread 22 | 私よ、永遠に？                     | 広田光毅     | 板垣伸            | 白石道太            | WEI XULONG                                                     | 吉田智裕          | 6月11日       |
| thread 23 | 友よ、なぜおまえは……？             | 広田光毅     | 板垣伸            | 田辺慎吾            | 吉田智裕 八田典子                                              | -                 | 6月18日       |
| thread 24 | まだ蜘蛛ですが、なにか？           | 百瀬祐一郎   | 板垣伸            | 上田慎一郎 板垣伸   | 吉田智裕 木村博美 八田典子                                     | -                 | 7月3日        |

### 放送局
| 放送期間               | 放送時間                     | 放送局     | 対象地域 | 備考                                 |
| ---------------------- | ---------------------------- | ---------- | -------- | ------------------------------------ |
| 2021年1月8日 - 6月18日 | 金曜 21:30 - 22:00           | AT-X       | 日本全域 | 製作参加 / CS放送 / リピート放送あり |
|                        | 金曜 22:30 - 23:00           | TOKYO MX   | 東京都   |                                      |
|                        | 金曜 23:00 - 23:30           | BS11       | 日本全域 | BS放送 / 『ANIME+』枠                |
| 2021年1月9日 - 6月19日 | 土曜 0:00 - 0:30（金曜深夜） | KBS京都    | 京都府   |                                      |
|                        |                              | サンテレビ | 兵庫県   |                                      |
|                        | 土曜 3:05 - 3:35（金曜深夜） | テレビ愛知 | 愛知県   |                                      |

| 放送期間      | 放送時間                     | 放送局     | 対象地域 | 備考                                 |
| ------------- | ---------------------------- | ---------- | -------- | ------------------------------------ |
| 2021年7月3日  | 土曜 21:00 - 21:30           | AT-X       | 日本全域 | 製作参加 / CS放送 / リピート放送あり |
| 2021年7月5日  | 月曜 0:00 - 0:30（日曜深夜） | BS11       | 日本全域 | BS放送 / 『ANIME+』枠                |
| 2021年7月6日  | 火曜 1:00 - 1:30（月曜深夜） | TOKYO MX   | 東京都   |                                      |
| 2021年7月8日  | 木曜 3:05 - 3:35（水曜深夜） | テレビ愛知 | 愛知県   |                                      |
| 2021年7月10日 | 土曜 0:30 - 1:00（金曜深夜） | KBS京都    | 京都府   |                                      |
|               |                              | サンテレビ | 兵庫県   |                                      |

| 配信開始日    | 配信時間            | 配信サイト |
| ------------- | ------------------- | --- |
| 2021年1月8日  | 金曜 22:00 更新     | ひかりTV |
| 2021年1月12日 | 火曜 22:30 更新     | dTV |
| 2021年1月13日 | 水曜 22:00 - 22:30  | ABEMA |
| 2020年1月15日 | 金曜 22:00以降 更新 | dアニメストア Netflix FOD バンダイチャンネル Hulu Amazon Prime Video J:COMオンデマンド ビデオパス TELASA アニメ放題 U-NEXT あにてれ Rakuten TV PlayStation Video DMM.com ビデオマーケット HAPPY!動画 クランクイン！ビデオ ムービーフルplus |
| 2020年1月18日 | 月曜 22:00以降 更新 | GYAO! niconico |

### BD / DVD
| 巻 | 発売日         | 収録話          | 規格品番  | 規格品番   |
| 巻 | 発売日         | 収録話          | BD        | DVD        |
| -- | -------------- | --------------- | --------- | ---------- |
| 1  | 2021年4月28日  | 第1話 - 第6話   | KAXA-8061 | KABA-10961 |
| 2  | 2021年6月30日  | 第7話 - 第12話  | KAXA-8062 | KABA-10962 |
| 3  | 2021年8月25日  | 第13話 - 第18話 | KAXA-8063 | KABA-10963 |
| 4  | 2021年10月27日 | 第19話 - 第24話 | KAXA-8064 | KABA-10964 |

### ゲーム
CTWにより、同社のオンラインゲームプラットフォームのG123にて『蜘蛛ですが、なにか? 迷宮の支配者』が、2024年10月23日より配信開始された。ジャンルはダンジョン攻略RPGで、ゲーム内アイテム課金制となっている。